# フジエクスプレス
株式会社フジエクスプレス（FUJIEXPRESS CO.,LTD.）は、東京都港区に本社を置く日本のバス事業者。富士急行の完全子会社である。

## 概要
主に貸切バス事業を運営するほか、中央高速バスや「岩手きずな号」などの高速バス、港区コミュニティバス「ちぃばす」の受託運行、渋谷駅発着の「渋谷シャトル」「大和田シャトル」や横浜市営バスの路線を引き継いだ「横浜タウンバス」などの路線バスも運行する。またかつては、渋谷区コミュニティバス「ハチ公バス」も運行受託していた。
1997年9月8日、富士急行東京営業所を分社化して設立された。分社化とともに高速車は富士急行本体（当時）の甲府営業所と河口湖営業所に集約しており、設立後5年近くは貸切バス専門の営業所となっていた（ただし高速バスの夜間駐泊で利用はされていた）。中央高速バスに東京の事業者として参入できたのは、この営業所の存在があったからである。
2021年12月1日時点の各営業所の保有車両数は、東京営業所が107両、横浜営業所が25両、江戸川営業所が28両、埼玉営業所が32両となっている。

## 沿革
- 1997年（平成9年）9月8日 - 富士急行東京営業所を分離して設立。
- 2002年（平成14年） - 中央高速バス諏訪岡谷線・伊那線の運行を富士急行から移管される。
- 2004年（平成16年）10月1日 - 東京都内では富士急グループ初の一般路線バスとして「ちぃばす」を運行開始。
- 2005年（平成17年） - 富士急横浜観光（旧・横浜営業所）と合併。
- 2006年（平成18年）12月21日 - 横浜市営バス134系統の運行引き継ぎ決定[4]。
- 2007年（平成19年）
  - 3月18日 - ちぃばすでPASMOを導入。
  - 4月1日 - 横浜市営バス134系統を引き継ぎ、フジエクスプレス「横浜タウンバス」134系統として運行開始。
  - 7月1日 - 横浜タウンバス134系統でPASMOを導入。
- 2008年（平成20年）
  - 2月29日 - 「ハチ公バス」神宮前・千駄ヶ谷ルート（現・神宮の杜ルート）の運行受託を開始。
  - 7月8日 - 横浜タウンバスで桜木町駅からダイワコーポレーション新山下営業所への直行便（新山下・ダイワコーポレーション線）運行開始。
- 2011年（平成23年） - 東日本大震災による緊急支援輸送として、京王電鉄バスが運行する広瀬ライナーの続行便を特例として期間限定で受託[5]。
- 2012年（平成24年）
  - 1月1日 - 横浜タウンバスでバスロケーションシステム運用開始。
  - 12月10日 - 「渋谷シャトル」（SS01 - 03系統）の運行を開始。
  - 12月21日 - 「大和田シャトル」（SS04系統）の運行を開始。
- 2013年（平成25年）
  - 1月15日 - 横浜タウンバス新山下・ダイワコーポレーション線の一部便がみなと赤十字病院に乗り入れ開始。
  - 3月22日 - 富士急グループとして初の東北方面高速バス「岩手きずな号」を東京 - 久慈間で運行開始[6][7]。
- 2017年（平成29年）11月27日 - 水陸両用バス『TOKYO NO KABA』運行開始。
- 2021年（令和3年）
  - 4月1日 - 富士急湘南バスが担当していた日吉駅・センター北駅・たまプラーザ駅・市が尾駅発着の高速バスの路線を譲受し、横浜営業所にて運行開始。
  - 11月1日 - 「ハチ公バス」が東急バス淡島営業所と共同運行となる。
  - 12月1日 - 富士急行観光株式会社を吸収合併し、江戸川営業所と埼玉営業所とする。
  - 12月16日 - 「ハチ公バス」を東急バス淡島営業所に移管し撤退。

## 本社および営業所

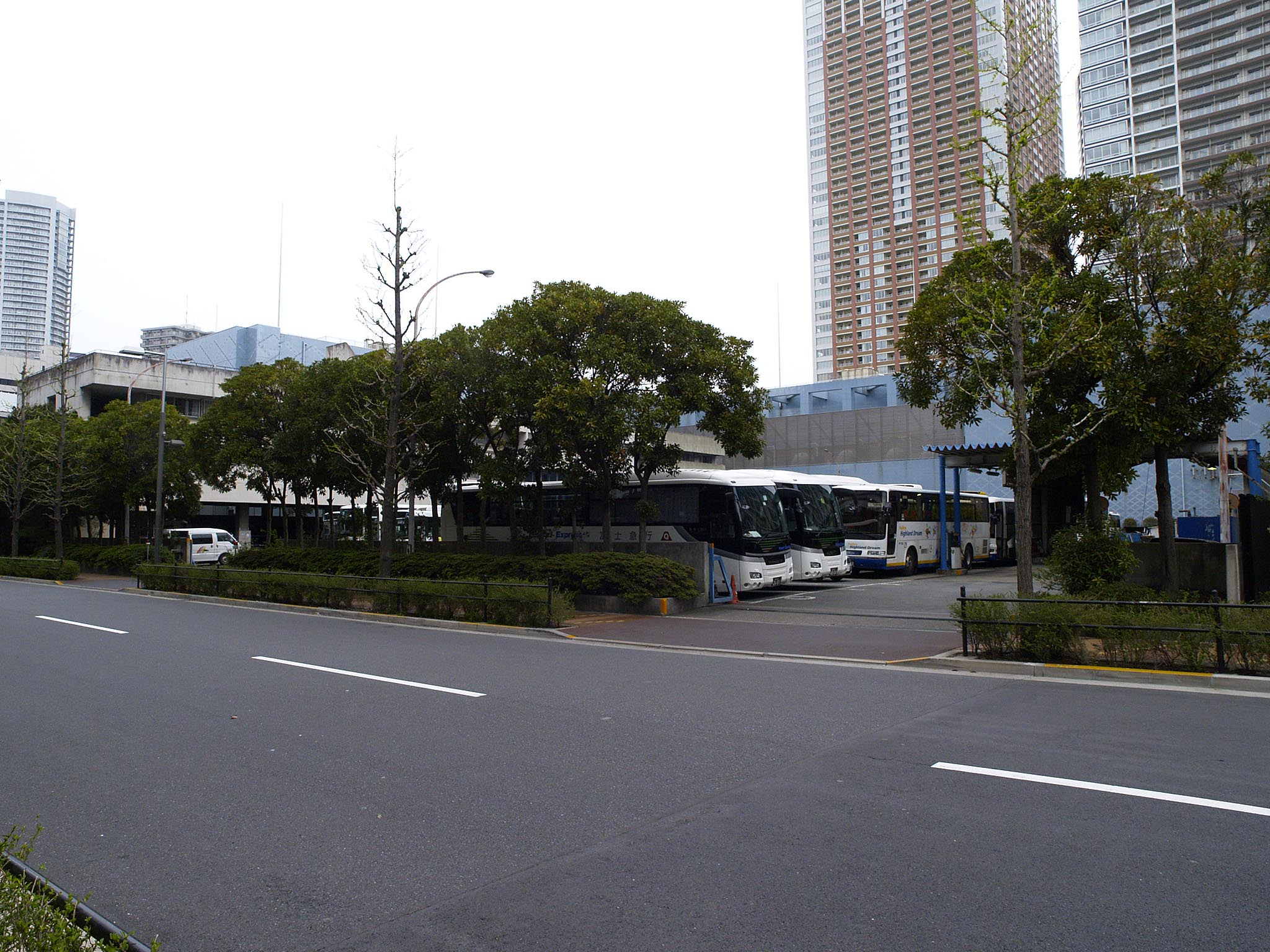
東京営業所

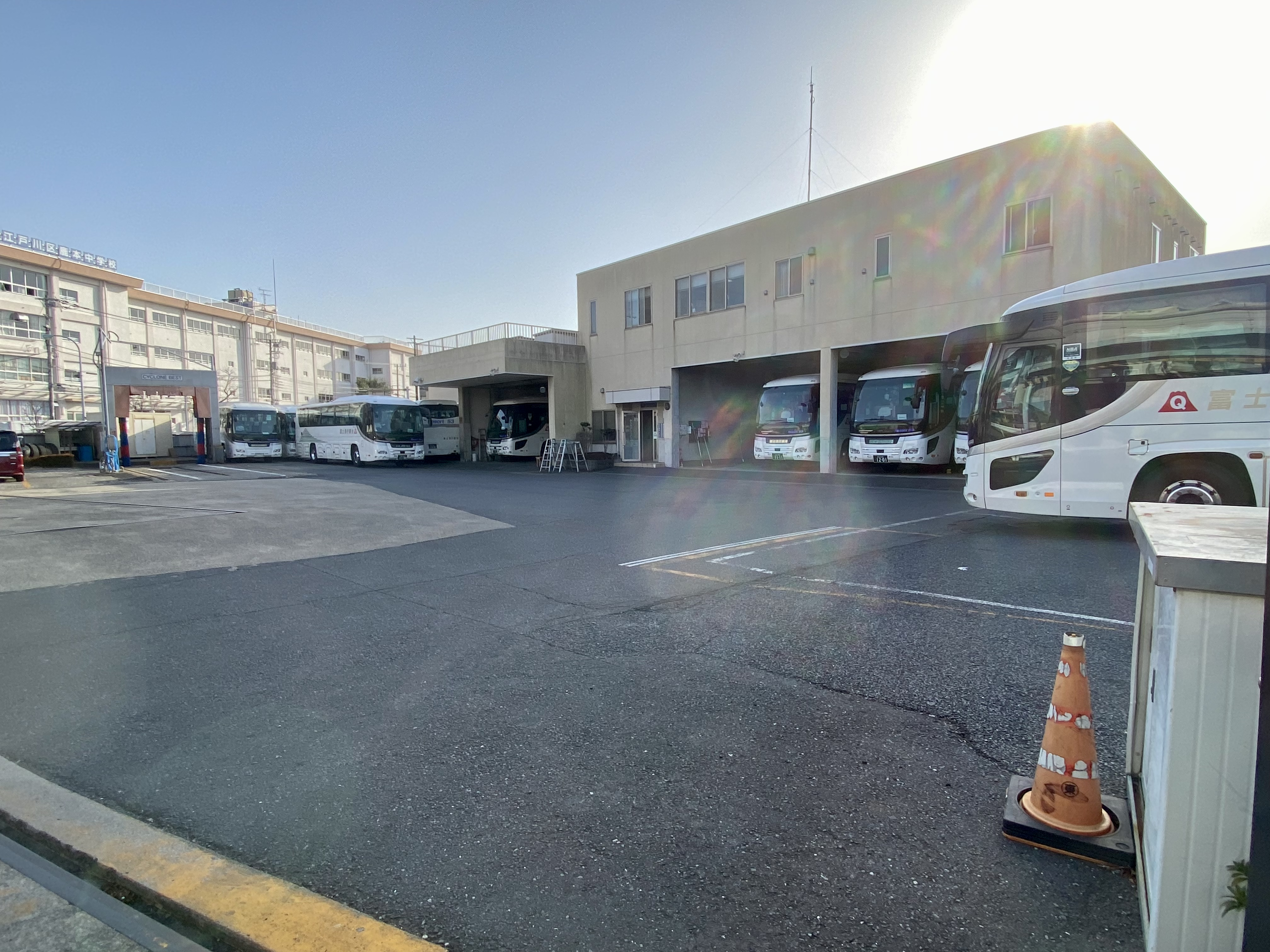
江戸川営業所

- 本社・東京営業所
東京都港区芝浦四丁目20-47
営業所記号はTを用いる。1995年以前はYであった。
ナンバーは品川
- 横浜営業所
神奈川県横浜市中区新山下三丁目5-8
営業所記号は1995年以前から現在に至るまでHを用いる。
ナンバーは横浜
- 江戸川営業所
東京都江戸川区本一色二丁目24-26
営業所記号はPを用いる。2021年11月の合併以前はTを用いており、2021年12月のみ記号なし。
ナンバーは足立
- 埼玉営業所
埼玉県さいたま市岩槻区加倉九丁目2
営業所記号はSを用いる。
ナンバーは大宮

## 高速バス

### 中央高速バス
中央高速バス富士五湖線
- 新宿駅（バスタ新宿） - 富士五湖（富士急バス、京王バスと共同運行）

中央高速バス富士山五合目線
- 新宿駅（バスタ新宿） - 中央道バス停（三鷹・深大寺・府中・日野・八王子・相模湖・上野原） - 富士山五合目（富士急バス、京王バスと共同運行）

中央高速バス諏訪岡谷線
- 新宿駅（バスタ新宿） - 諏訪・岡谷（京王バス、アルピコ交通、山梨交通、ジェイアールバス関東と共同運行）

中央高速バス伊那線
- 新宿駅（バスタ新宿） - 伊那・駒ヶ根（京王バス、アルピコ交通、山梨交通、伊那バス、信南交通と共同運行）

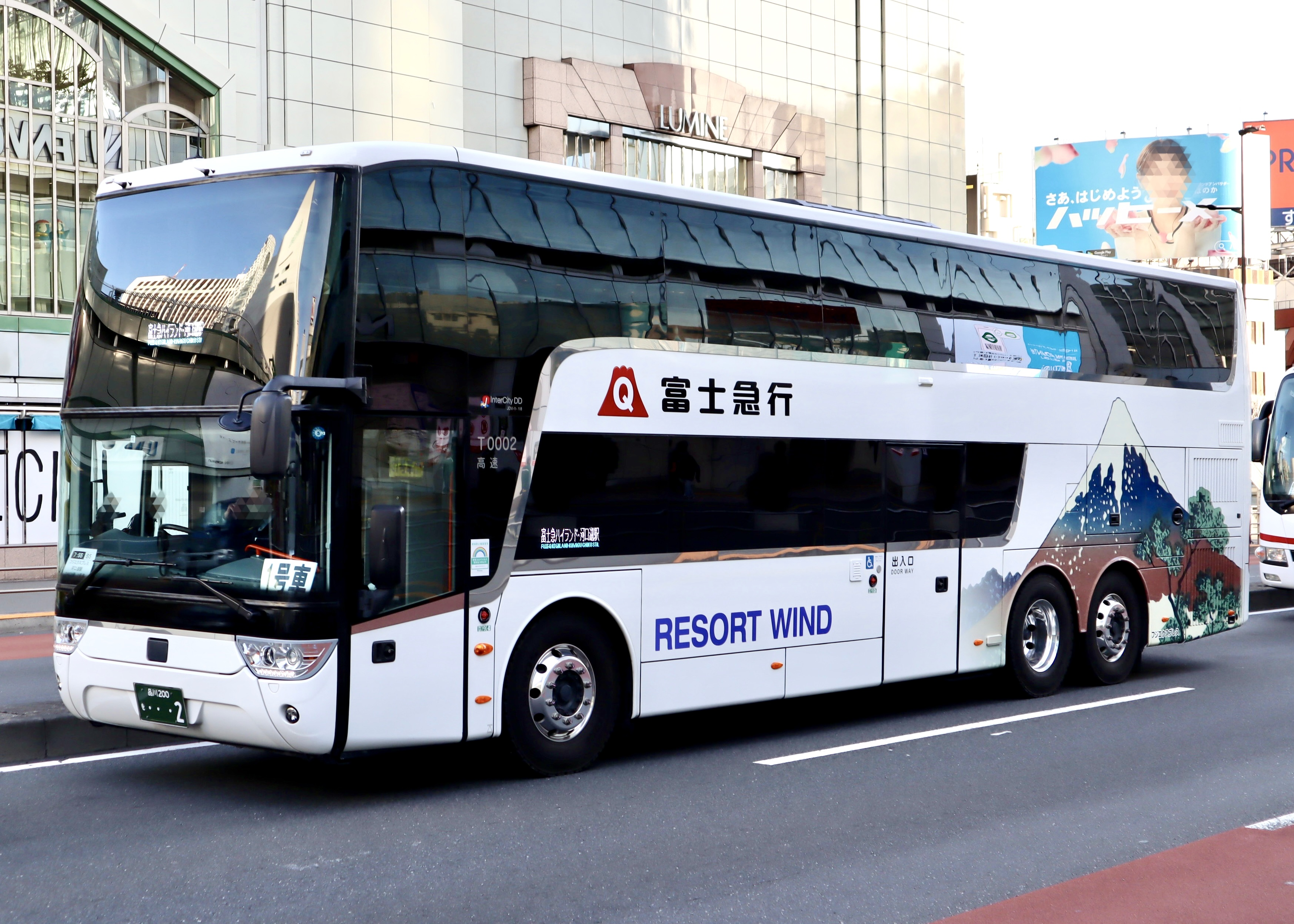
バンホール・アストロメガ(2023年4月1日付で富士急バスに移籍)
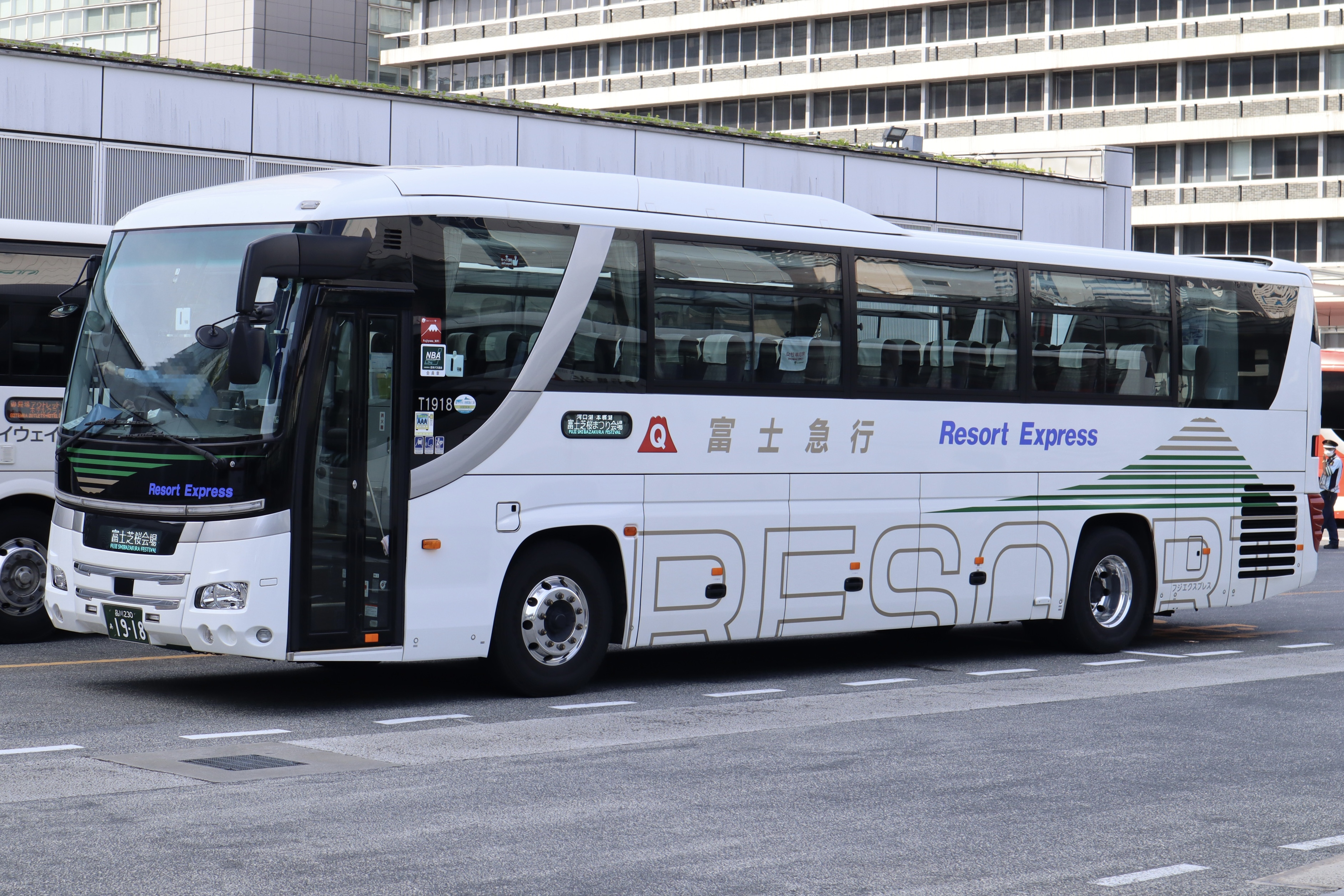
富士芝桜祭り会場行き臨時バス
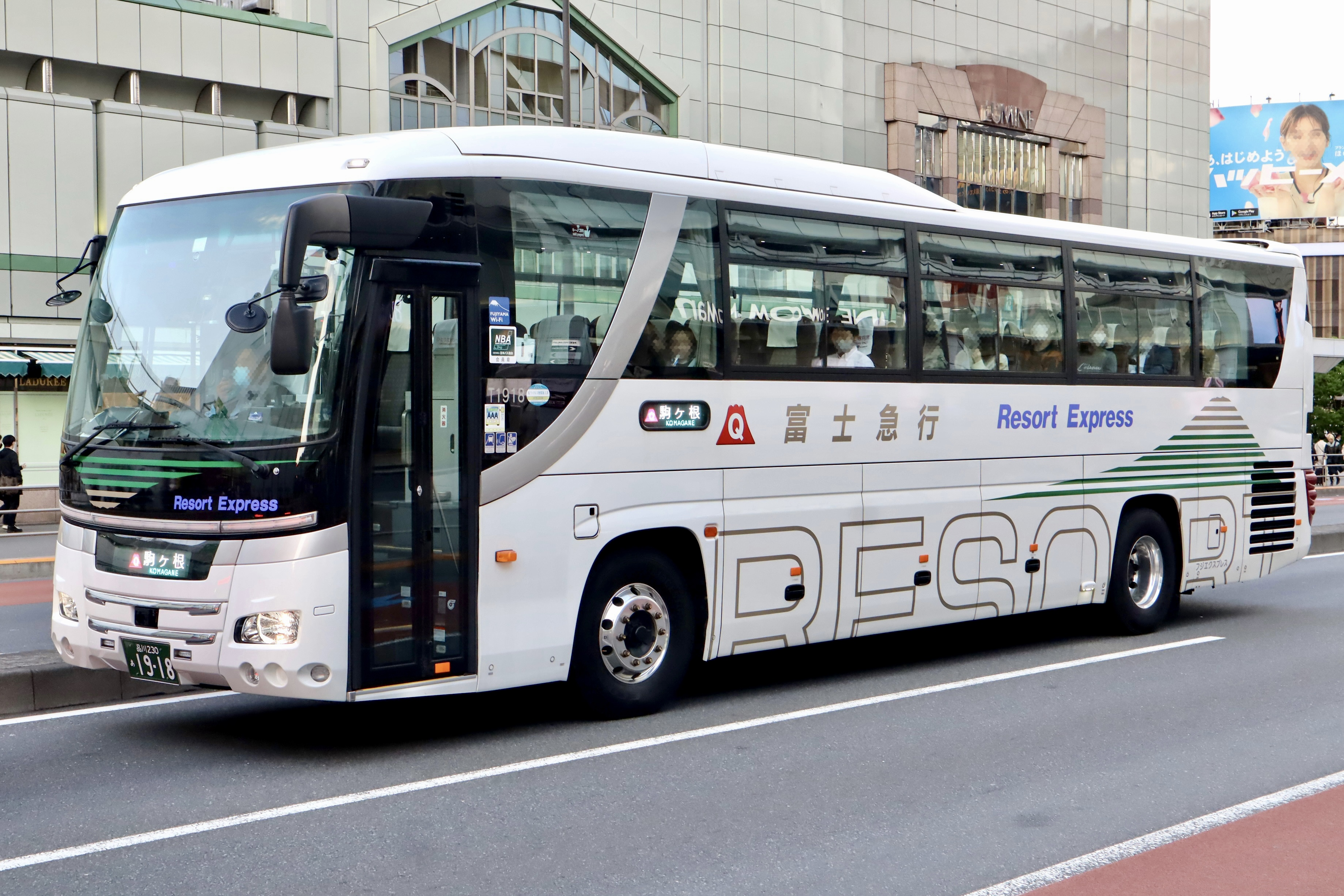
伊那線
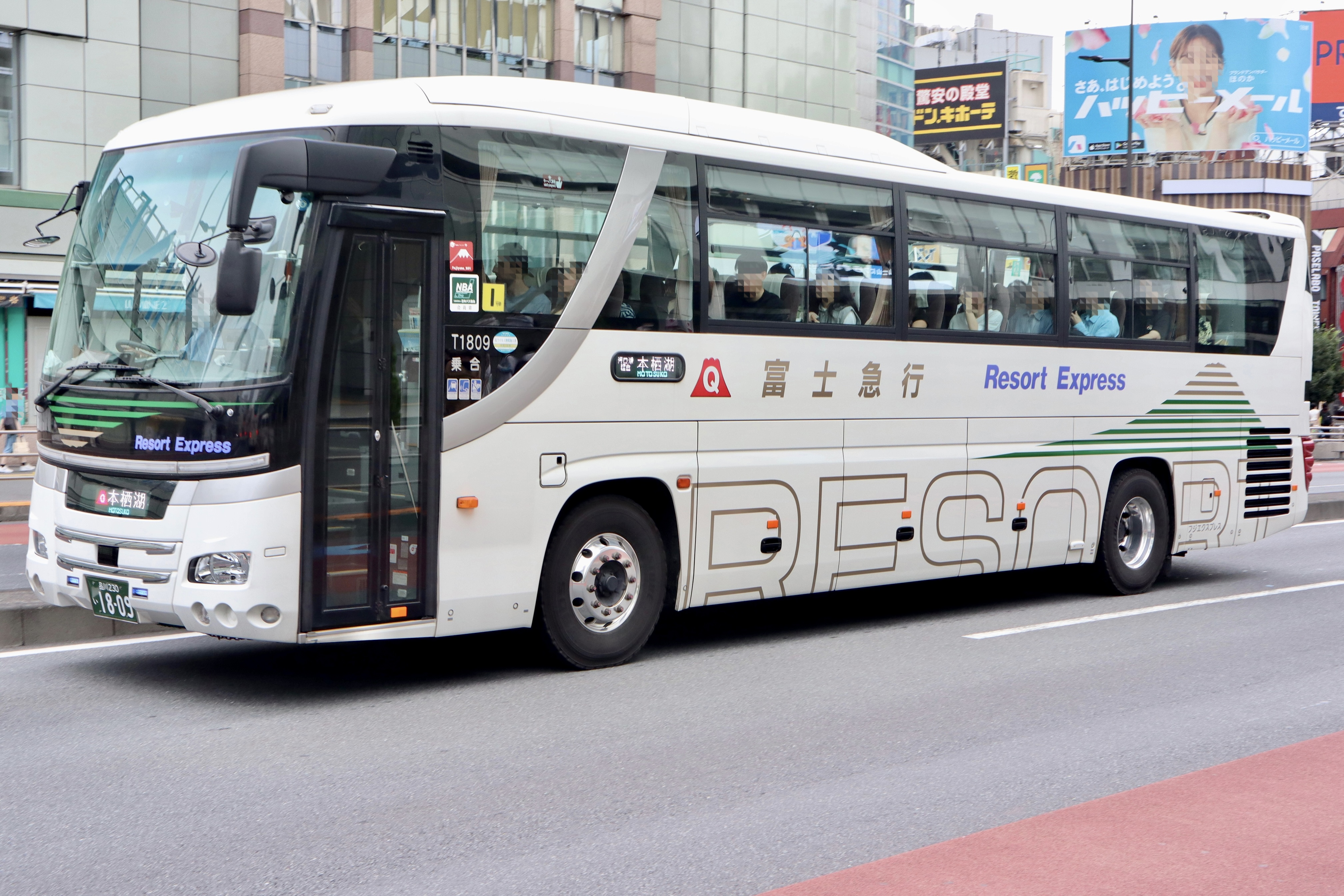
本栖湖行き
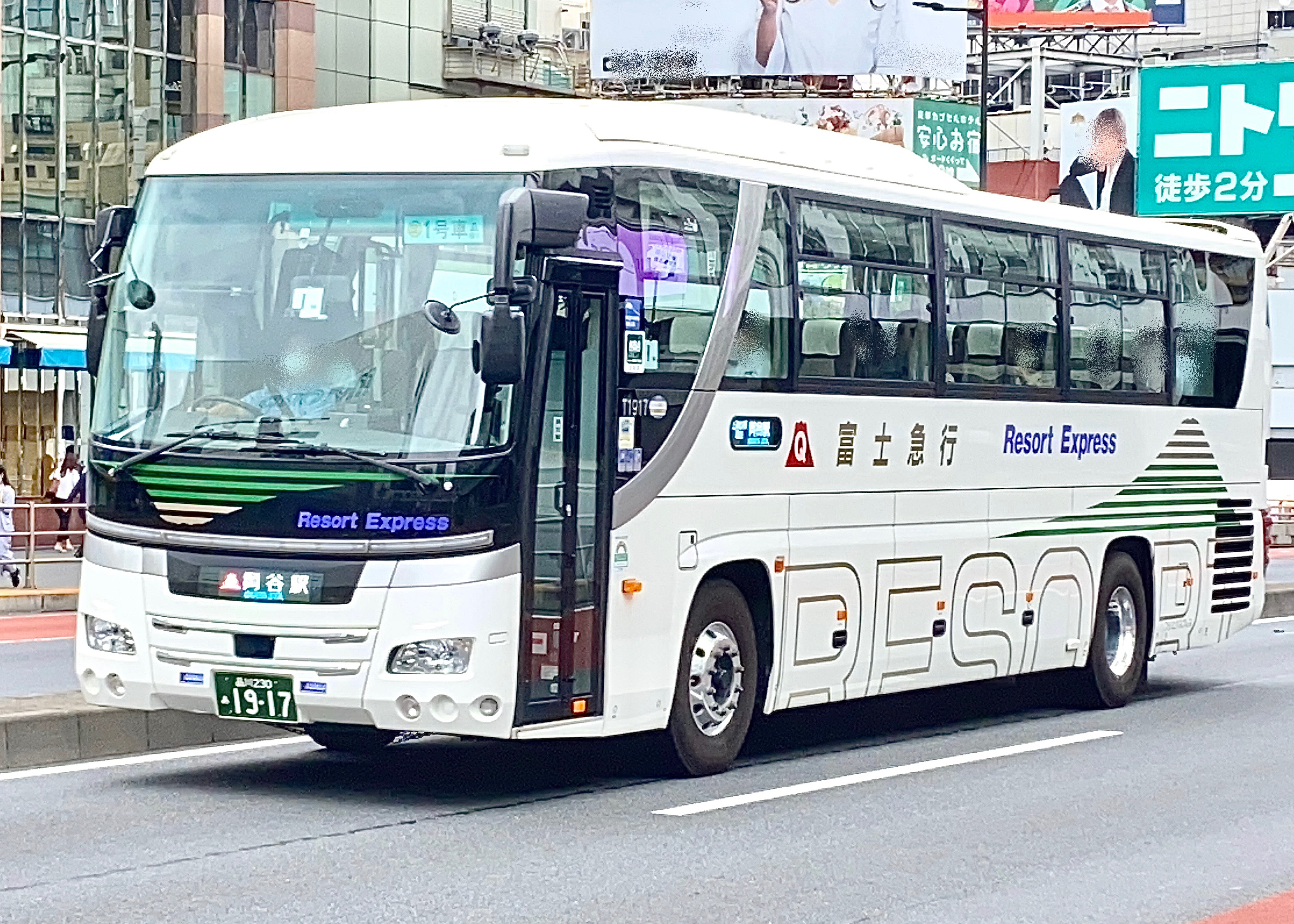
諏訪・岡谷線
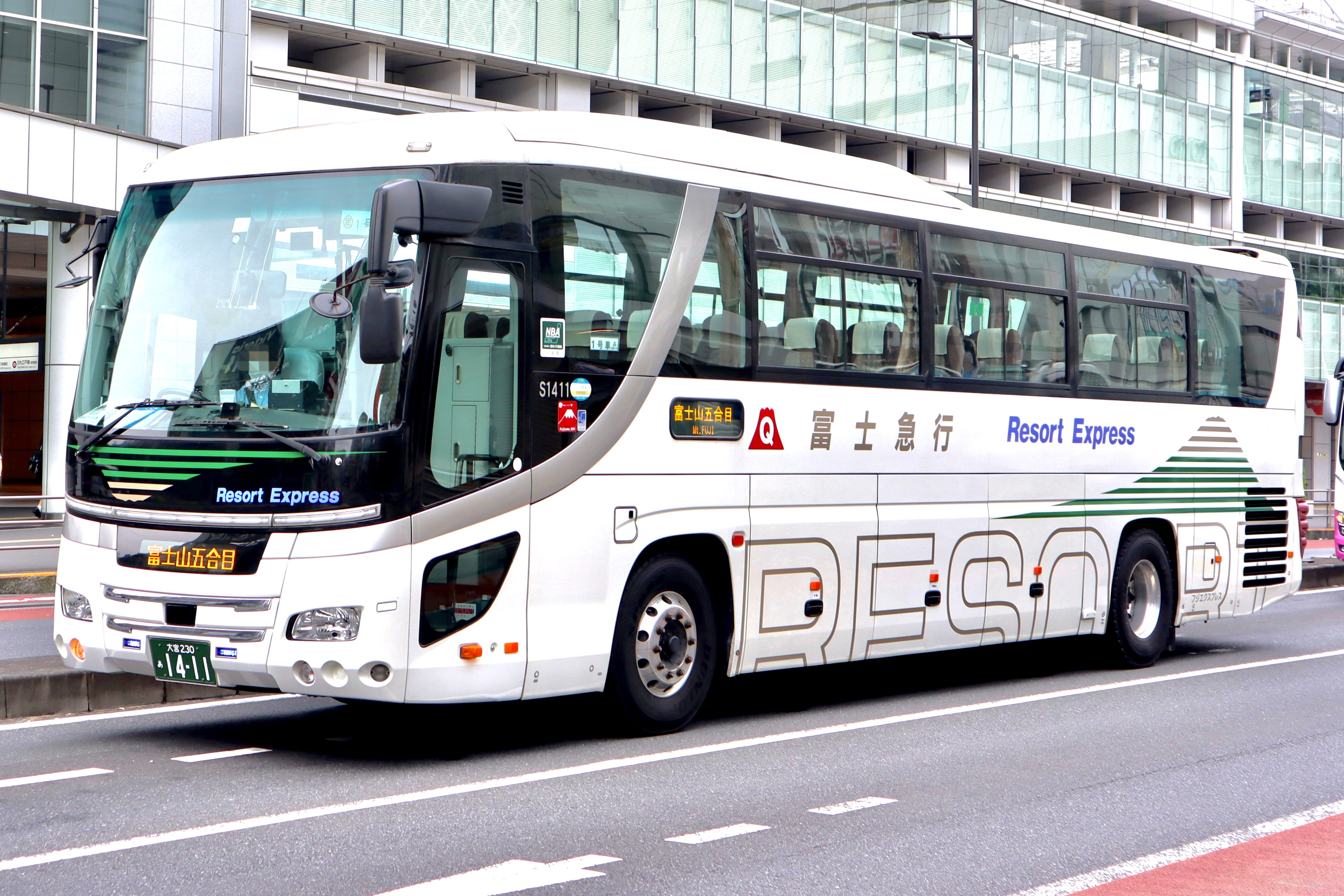
富士山五合目線

### その他高速バス

#### 東京都内発着路線
- 東京・河口湖号：東京駅（発：八重洲南口/八重洲北口・鉄鋼ビル、着：日本橋口） - 東京ドームホテル（※1往復のみ） ⇔ 富士急ハイランド - （富士山駅） - 河口湖駅 - （富士山駅）- 忍野しのびの里 - 忍野八海 - ファナック前 - 富士山山中湖（ホテルマウント富士入口） - 山中局入口 - 山中湖村役場前 - 山中湖旭日丘 《江戸川営業所・埼玉営業所担当（富士急バス・ジェイアールバス関東東京支店と共同運行）》
- 東京・河口湖号：東京駅（発：鉄鋼ビル/着：日本橋口） ⇔ 富士急ハイランド - 富士山駅 - 河口湖駅 - 遊覧船ロープウェイ入口 - 浅川 - 湖山亭うぶや前 - 音楽と森の美術館/ほとりのホテルBan - 久保田一竹美術館 - 河口湖自然生活館 - SDGsまなび館《埼玉営業所担当》
- 直行：富士急ハイランド → （無停車） → 東京駅日本橋口（イベント開催日のみ）

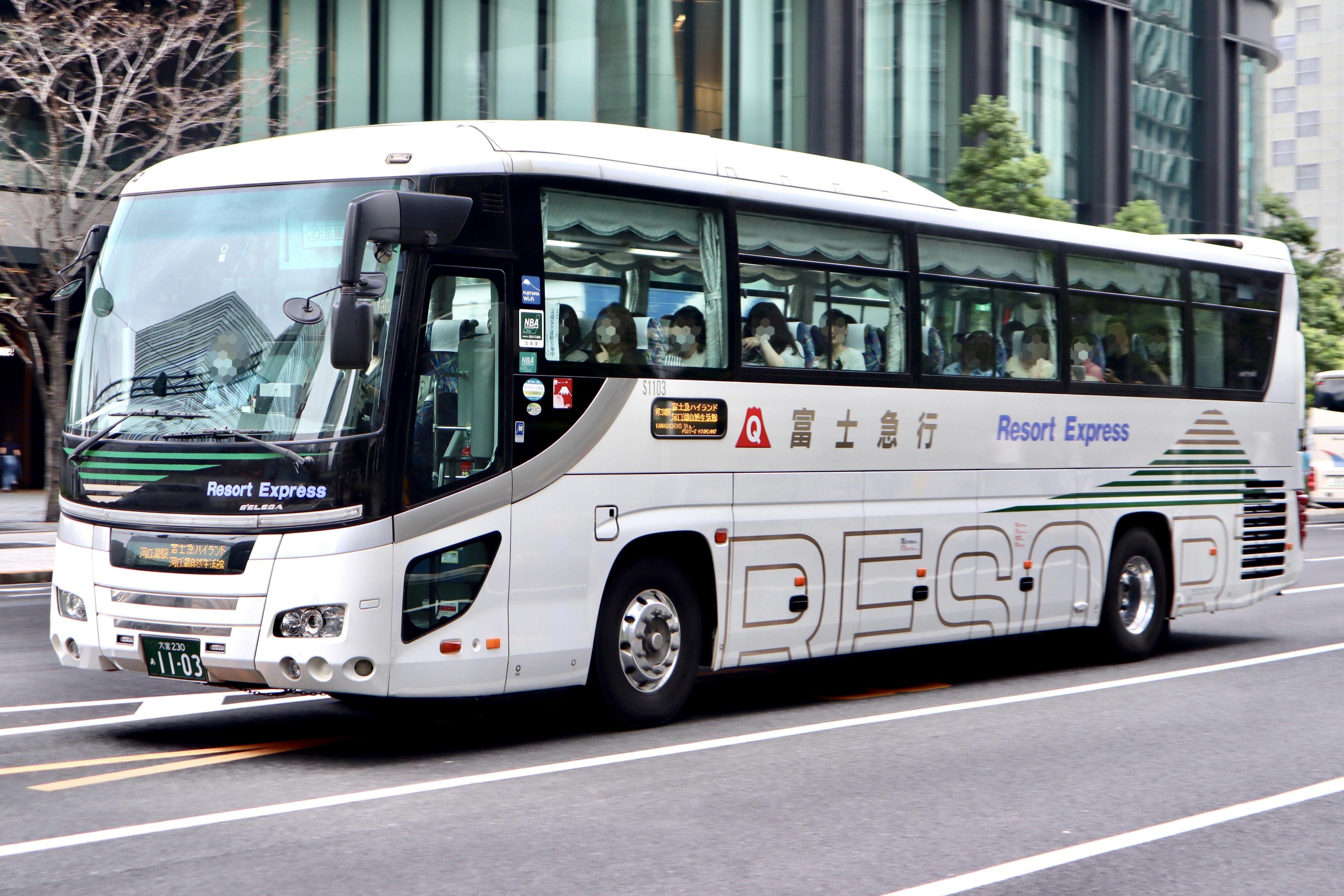
東京・河口湖号（河口湖自然生活館行き）

- - 2016年3月1日：【富士急行観光】新規参入。
  - 2021年12月1日：富士急行観光担当便がフジエクスプレス担当となる。
  - 2023年2月1日：河口湖自然生活館発着便が秋葉原駅発着から東京駅発着に変更となる。（引き継ぎ埼玉営業所担当）
  - 2024年3月22日：河口湖自然生活館発着便がSDGsまなび館まで延伸。

新宿 - さがみ湖イルミリオン線
- 新宿駅（バスタ新宿）- （無停車） - さがみ湖MORI MORI《東京営業所担当》

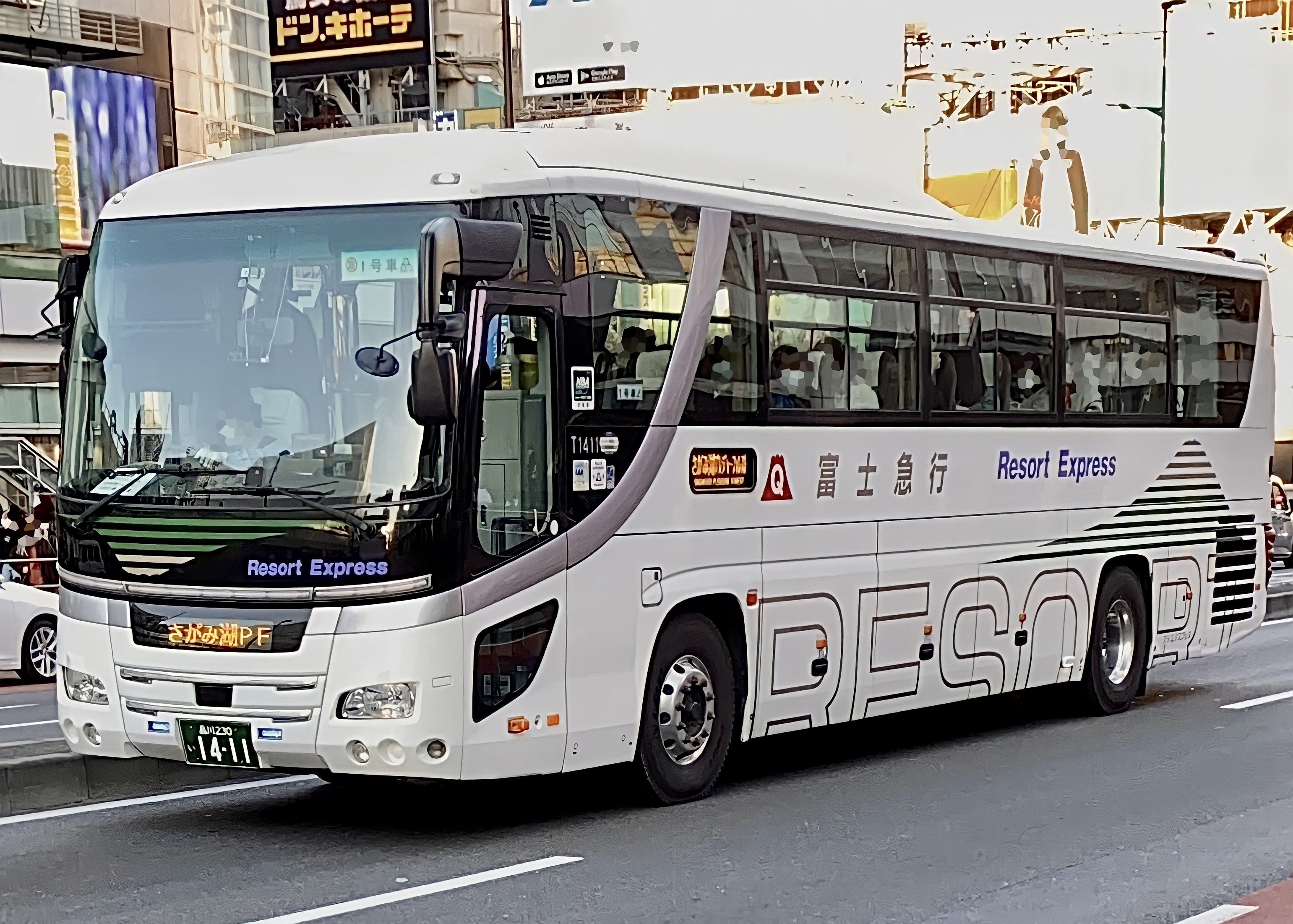
さがみ湖イルミリオン線に充当されるT1411号車（2020年12月26日撮影）

さがみ湖イルミリオン開催期間の季節運行。
2011年12月17日：新宿 - さがみ湖イルミリオン線運行開始。（新宿京王高速バスターミナル発着）
2024年11月30日：2024年7月13日の施設名改称に伴い、起終点の停留所名を『さがみ湖プレジャーフォレスト』から『さがみ湖MORI MORI』に変更。
東京 - 盛岡・久慈線
- 岩手きずな号：フジエクスプレス芝浦車庫 - 田町駅入口 - 六本木ヒルズ - 東京駅八重洲口 - 東京ドームホテル ⇔ 北上駅西口 - 盛岡駅西口 - 厨川駅（岩手県北バス盛岡営業所） - 八幡平（おらほの温泉） - 二戸駅西口 - 九戸インター（オトデ館） - 久慈駅前 - 岩手県北バス久慈営業所《東京営業所担当（岩手県北バスと共同運行）》[10]

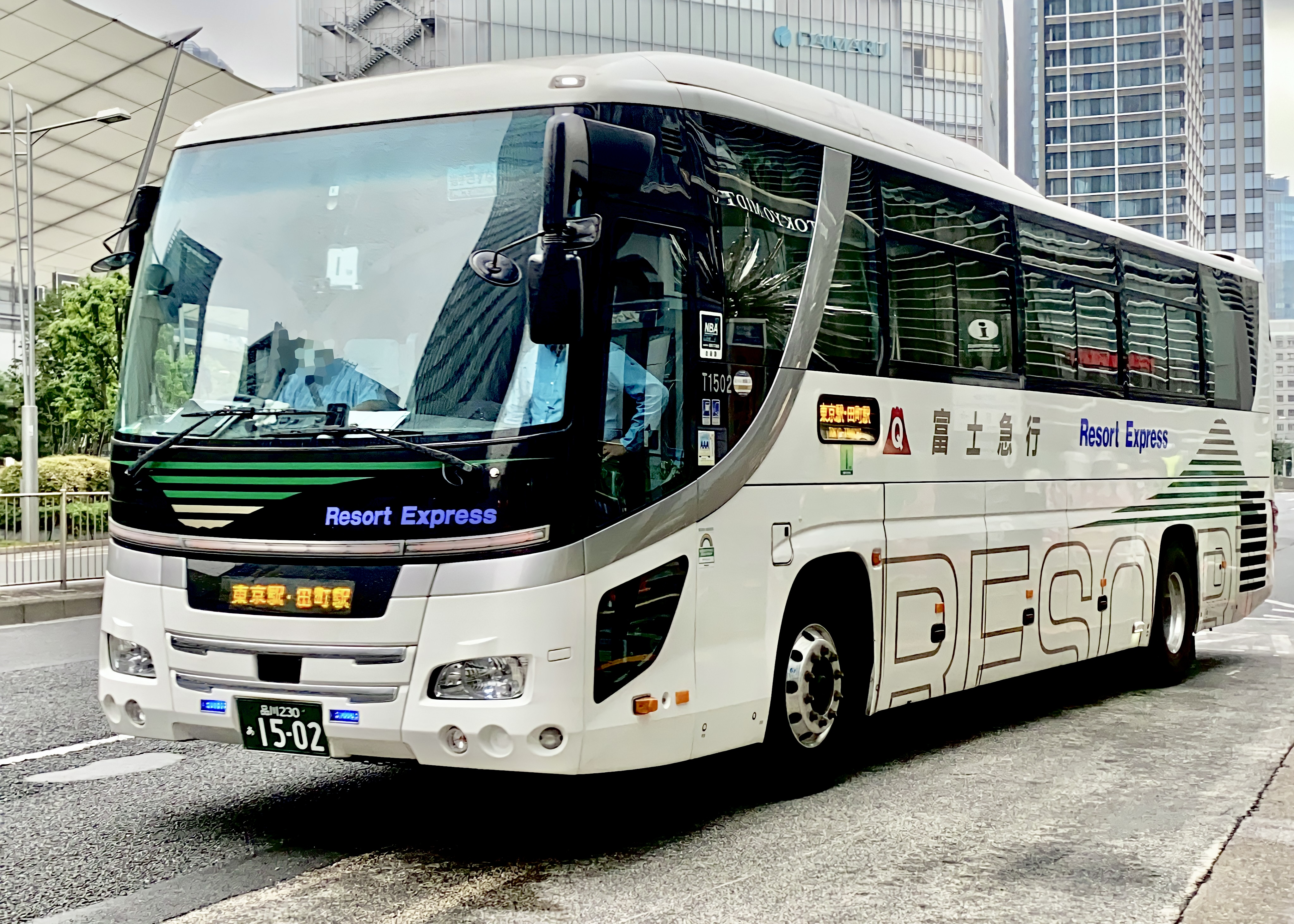
岩手きずな号となるT1502号車（プラグドア仕様車）

久慈営業所・厨川駅・おらほの温泉から乗降する場合に限り、自家用車を無料で駐車できるパークアンドライドを利用できる。
盛岡駅東口・盛岡駅西口・厨川駅前（国道4号沿い）・厨川駅（岩手県北バス盛岡営業所）・おらほの温泉・八幡平営業所の各停留所で、岩手きずな号と八幡平方面並びに沼宮内（岩手町）方面の岩手県北バスの一般路線バスを乗り継いだ場合、八幡平方面並びに沼宮内方面の一般路線バスの運賃が乗継割引で半額となる（東京発は乗継券を発行、東京行きは岩手県北バスの一般路線バス降車時に岩手きずな号の乗車券を提示する）。
富士山駅・河口湖 - 渋谷線
- 渋谷駅（渋谷マークシティ）・二子玉川駅（二子玉川ライズ楽天クリムゾンハウス） - 御殿場市立図書館前・富士学校前・富士急ハイランド・河口湖駅・富士山駅《東京営業所担当（富士急バス・京王バス・東急バスと共同運行）》
  - 2014年12月19日：運行開始[12]。フジエクスプレスは東京営業所が担当。
  - 2016年11月1日：1日12往復に増便[13]。
  - 2017年5月1日：一部便を横浜営業所に移管。
  - 2022年4月1日：一部便を御殿場プレミアム・アウトレット経由に変更。フジエクスプレスの担当事業所が東京営業所となる。

- 河口湖ライナー：秋葉原駅 - （無停車） - 富士急ハイランド - 河口湖駅《埼玉営業所担当（京成バス千葉営業所と共同運行）》

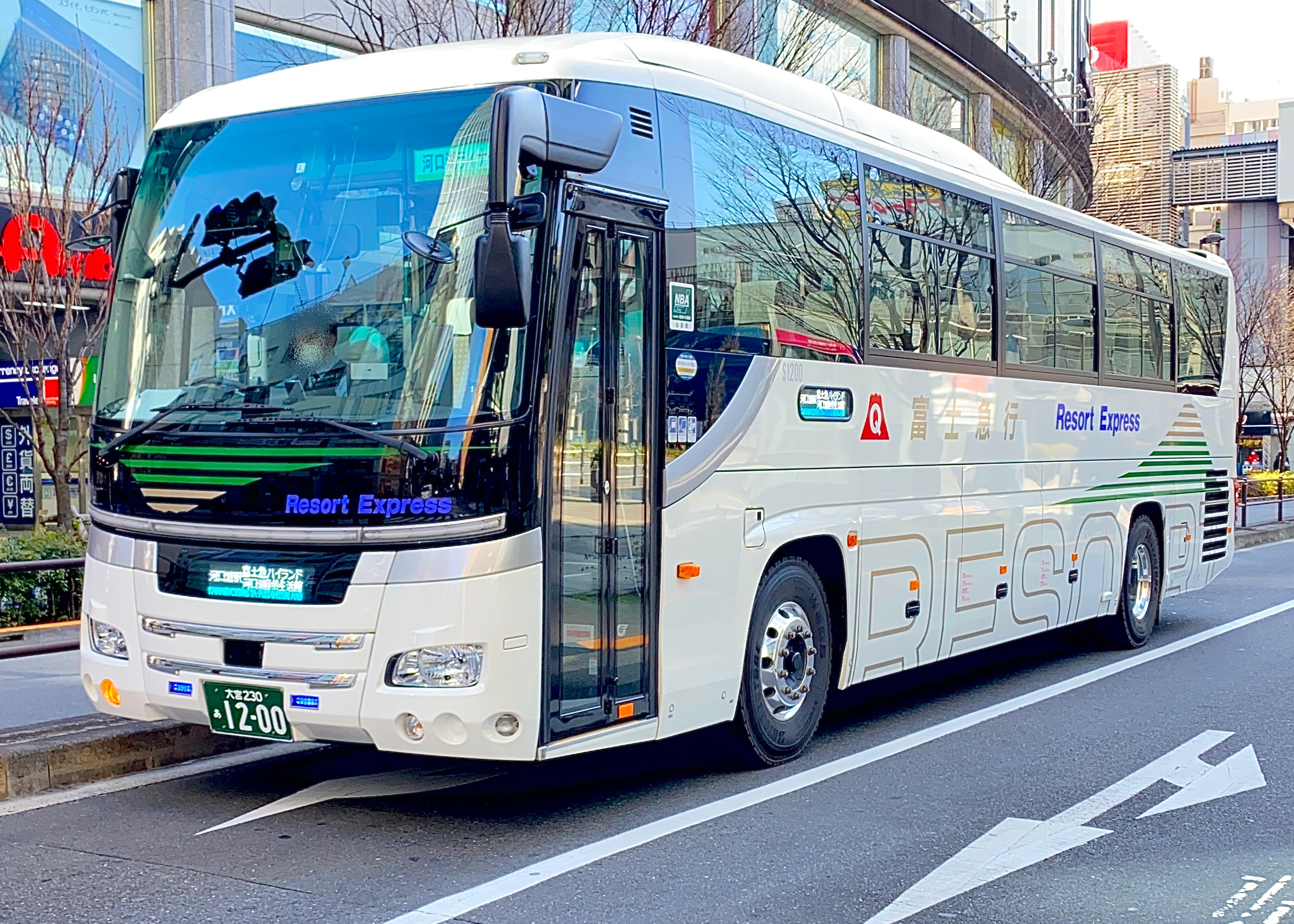
秋葉原駅を出発する河口湖ライナー

- - 2017年7月15日：【富士急行観光】運行開始。
  - 2021年10月1日：【富士急行観光】『河口湖駅〜河口湖自然生活館』間延長。
  - 2021年12月1日：富士急行観光担当便がフジエクスプレス担当となる。
  - 2023年2月1日：河口湖自然生活館発着便が秋葉原駅発着から東京駅発着に変更となる。

- 秋葉原駅 → （無停車） → 御殿場プレミアムアウトレット《埼玉営業所担当（京成バス千葉営業所と共同運行）》※ フジエクスプレスは往路のみ担当
  - 2021年10月16日：【富士急行観光】運行開始。
  - 2021年12月1日：富士急行観光担当便がフジエクスプレス担当となる。
  - 2022年12月1日：フジエクスプレス・京成バス共に運行休止[14]。

- サンシャインシティプリンスホテル → 池袋駅東口 → 富士急ハイランド → 河口湖駅 → 富士山駅《埼玉営業所担当（西武観光バスと共同運行）》※ フジエクスプレスは下り便のみ担当

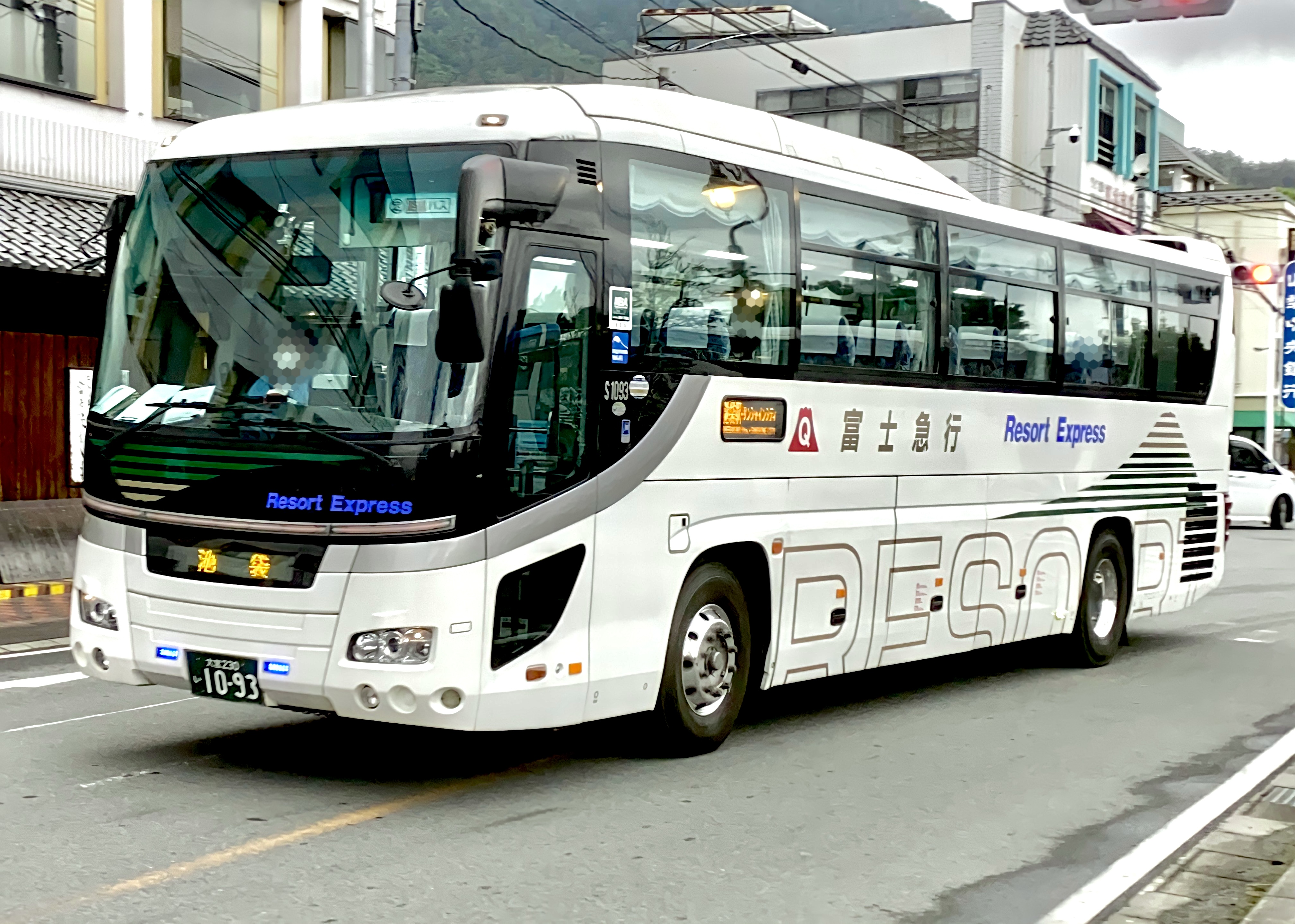
池袋行きとなるS1093号車

#### 神奈川県内発着路線
河口湖 - 横浜線
- レイクライナー：（桜木町駅 → ）横浜駅西口（ ← 桜木町駅）- 東名綾瀬 - 東名御殿場 - 御殿場駅 - 御殿場市立図書館 - 富士学校前 - 富士山山中湖 - 富士急ハイランド - 河口湖駅 （- 富士山五合目）《横浜営業所担当（相鉄バスと共同運行）》
- 特急レイクライナー：（桜木町駅 → ）横浜駅西口（ ← 桜木町駅）- 東名綾瀬 - （無停車） - 富士急ハイランド - 河口湖駅 （- 富士山五合目）《横浜営業所担当（相鉄バスと共同運行）》

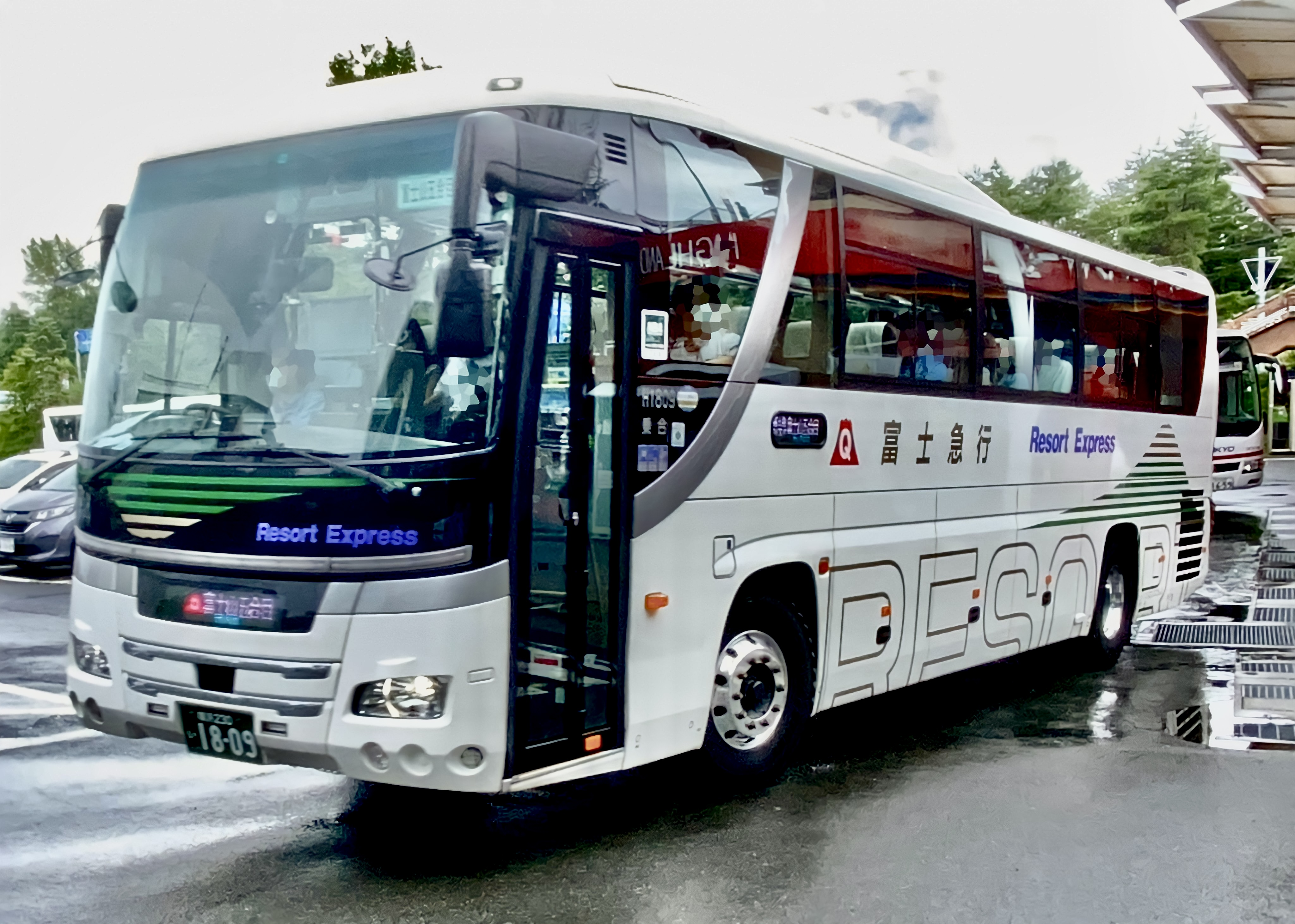
富士急ハイランドを発着するレイクライナー富士山五合目行き

- - 1996年7月20日：【富士急行】夏休み期間限定で「横浜駅西口 - 新横浜駅 - 宮前平駅 - 山中湖 旭日丘 - 富士急ハイランド - 河口湖駅 - 富士西湖パラマウント・パーク」間の運行開始。（富士急行と相模鉄道の共同運行）
  - 1997年4月1日：共同運行事業者が相模鉄道から相鉄自動車二俣川営業所となる。
  - 2007年6月1日：富士急山梨バス（現・富士急バス）より移管。
  - 2009年4月1日：共同運行事業者が相鉄自動車から相鉄バス二俣川営業所となる。
  - 2010年3月22日：共同運行事業者が相鉄バス三ツ沢営業所となる。
  - 2010年10月3日：共同運行事業者が相鉄バス横浜営業所となる。
  - 2016年3月5日：1日1往復のみ桜木町駅発着に延伸。

富士登山シーズンの特定日に1往復を富士山五合目まで延長運転。
御殿場プレミアム・アウトレット - 横浜線
- 横浜ロイヤルパークホテル・横浜駅東口YCAT - （無停車） - 御殿場プレミアム・アウトレット 《横浜営業所担当》

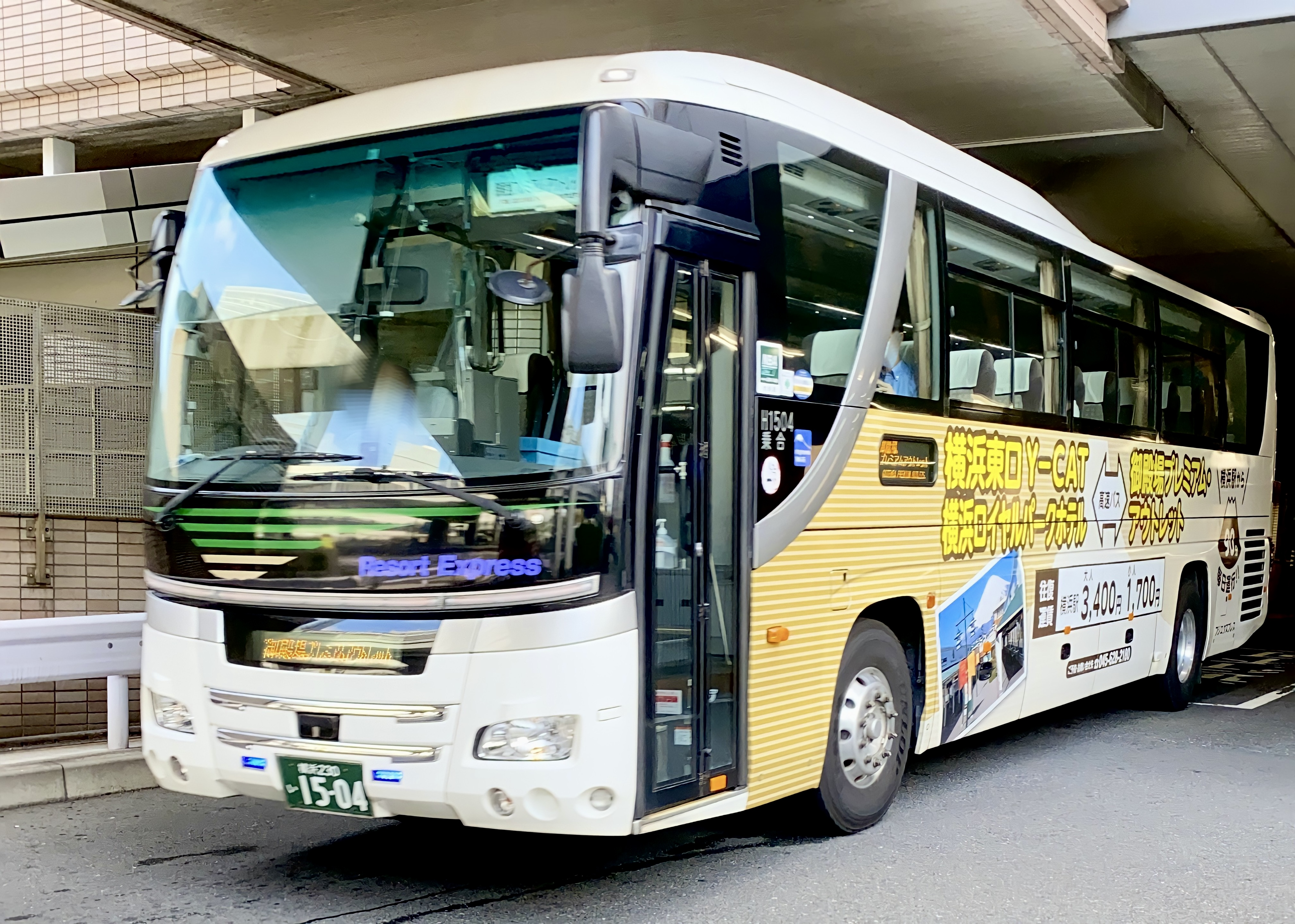
YCATを出発する御殿場プレミアムアウトレット行き。

- - 2011年3月11日：それまでの土日祝日のみの運行から毎日運行化。
  - 2011年11月1日：横浜ロイヤルパークホテル延伸。

横浜 - さがみ湖イルミリオン線
- 横浜駅西口 - （無停車） - さがみ湖MORI MORI《横浜営業所担当（相鉄バスと共同運行）》

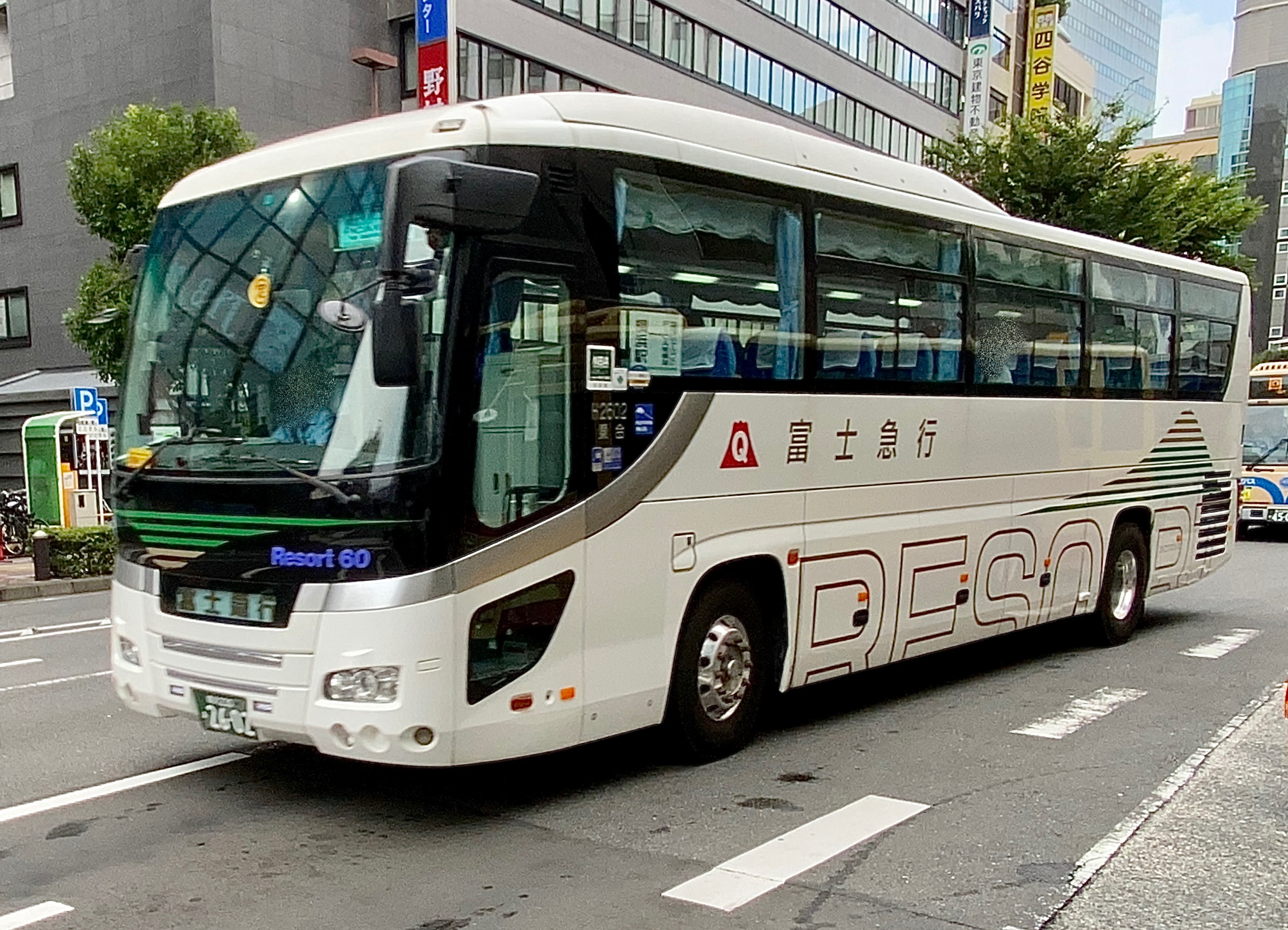
横浜駅西口発さがみ湖MORI MORI行きとなるH2602号車。フジエクスプレス担当便はトイレ無し観光タイプが充当される。

- - 2014年11月29日：相鉄バスと共同で、横浜 - さがみ湖イルミリオン線運行開始。
  - 2024年11月30日：2024年7月13日の施設名改称に伴い[9]、起終点の停留所名を『さがみ湖プレジャーフォレスト』から『さがみ湖MORI MORI』に変更。

さがみ湖イルミリオン開催期間の季節運行。後述の横浜 - さがみ湖MORI MORI線とは別系統であり、さがみ湖MORI MORI内の停留所の場所も異なる。その為、横浜 - イルミリオン線と横浜 - さがみ湖MORI MORI線の組み合わせでの往復は、それぞれ片道乗車扱いとなり、往復割引運賃とはならない。
横浜 - さがみ湖MORI MORI線
- 横浜駅西口 - PICAさがみ湖 - さがみ湖MORI MORI《横浜営業所担当（相鉄バスと共同運行）》
  - 2019年3月21日：季節限定運行開始。

学校の長期休暇期間のみ運行。前述の横浜 - さがみ湖イルミリオン線とは別系統であり、さがみ湖MORI MORI内の停留所の場所も異なる。その為、横浜 - さがみ湖MORI MORI線と横浜 - イルミリオン線の組み合わせでの往復は、それぞれ片道乗車扱いとなり、往復割引運賃とはならない。
日吉 - 河口湖線
- 日吉駅東口 → センター北駅 → たまプラーザ駅北口バスターミナル → 市が尾駅 → 御殿場プレミアム・アウトレット → 富士山 山中湖 → 山中局入口 → 山中湖村役場前 → 山中湖 旭日丘 → 富士急ハイランド → 河口湖駅 《横浜営業所担当（東急バスと共同運行）》※ 逆方向は東急が担当
- 特急：日吉駅東口 ← センター北駅 ← たまプラーザ駅 ← 市が尾駅 ← 富士急ハイランド ← 河口湖駅（ ← 富士山五合目）《横浜営業所担当（東急バスと共同運行）》※ 逆方向は東急が担当

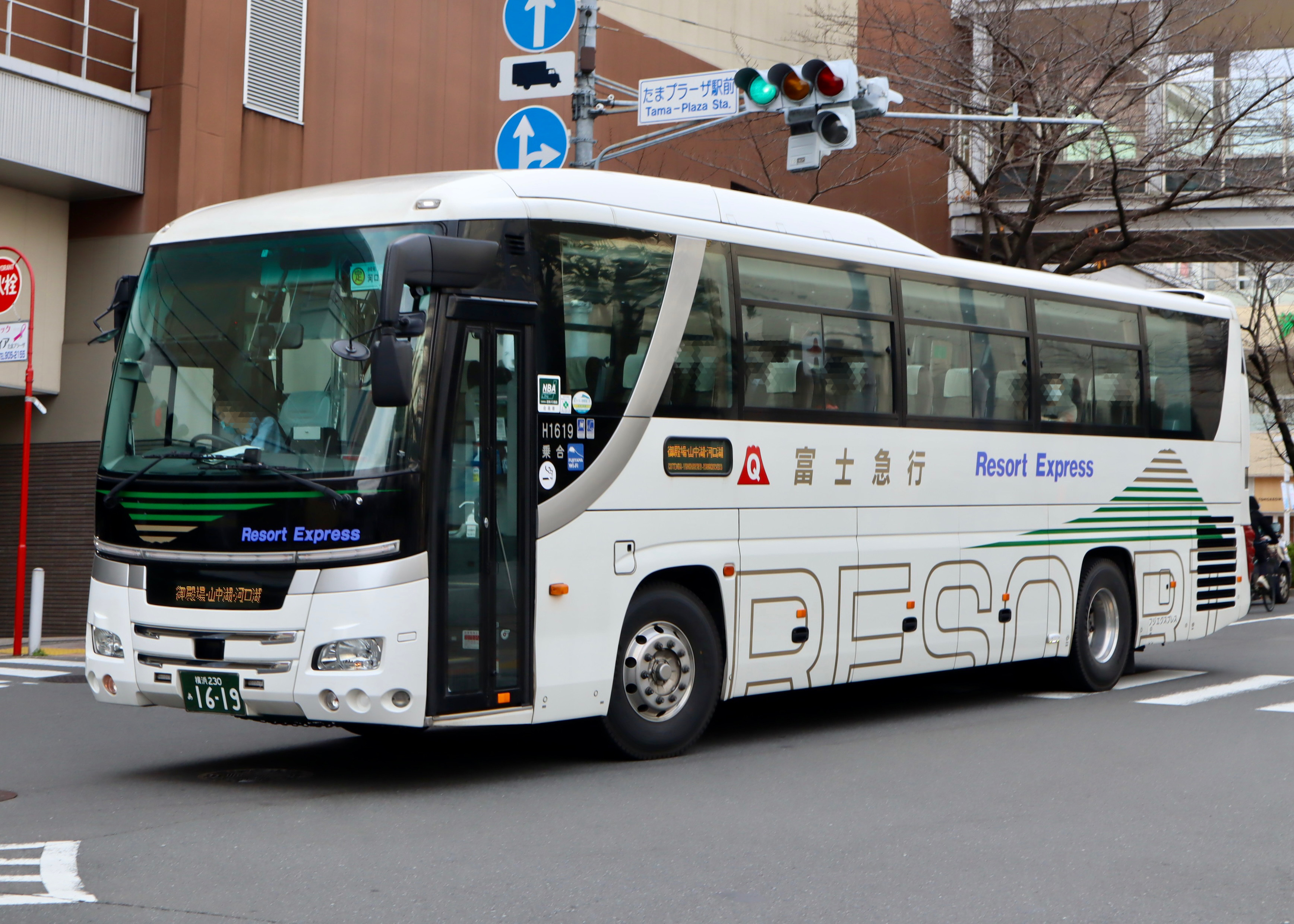
日吉〜河口湖線に充当されるH1619号車（2021年6月24日撮影）

日吉-河口湖線は、2014年に富士急湘南バスと東急トランセが運行を開始した路線を2021年4月より引き継ぎ、新たに誕生した路線である。開設当初はセンター北駅を起終点とし、河口湖線と御殿場プレミアム・アウトレット線の2路線が存在した。フジエクスプレスが富士急湘南バスから路線を継承する際に2路線を統合し、現在の『日吉-河口湖線』となった。
- - 2014年3月1日：【富士急湘南バス】運行開始。東急トランセと富士急湘南バスの共同運行[16]。
  - 2015年7月11日：【富士急湘南バス】河口湖線が夏季のみ富士山五合目まで延伸。
  - 2016年10月1日：東急担当便が東急トランセから東急バス新羽営業所に移管。河口湖線の市が尾駅乗り入れ開始。
  - 2017年3月10日：【富士急湘南バス】御殿場プレミアム・アウトレット線が日吉駅まで路線延伸[17]。
  - 2017年12月1日：【富士急湘南バス】河口湖線が日吉駅まで路線延伸[18]。御殿場プレミアムアウトレット線が市が尾駅に乗り入れ開始。
  - 2021年4月1日：富士急担当便を富士急湘南バスからフジエクスプレスに移管し、日吉・センター北・たまプラーザ・市が尾～御殿場プレミアム・アウトレット線を富士急ハイランド・河口湖駅まで延伸。

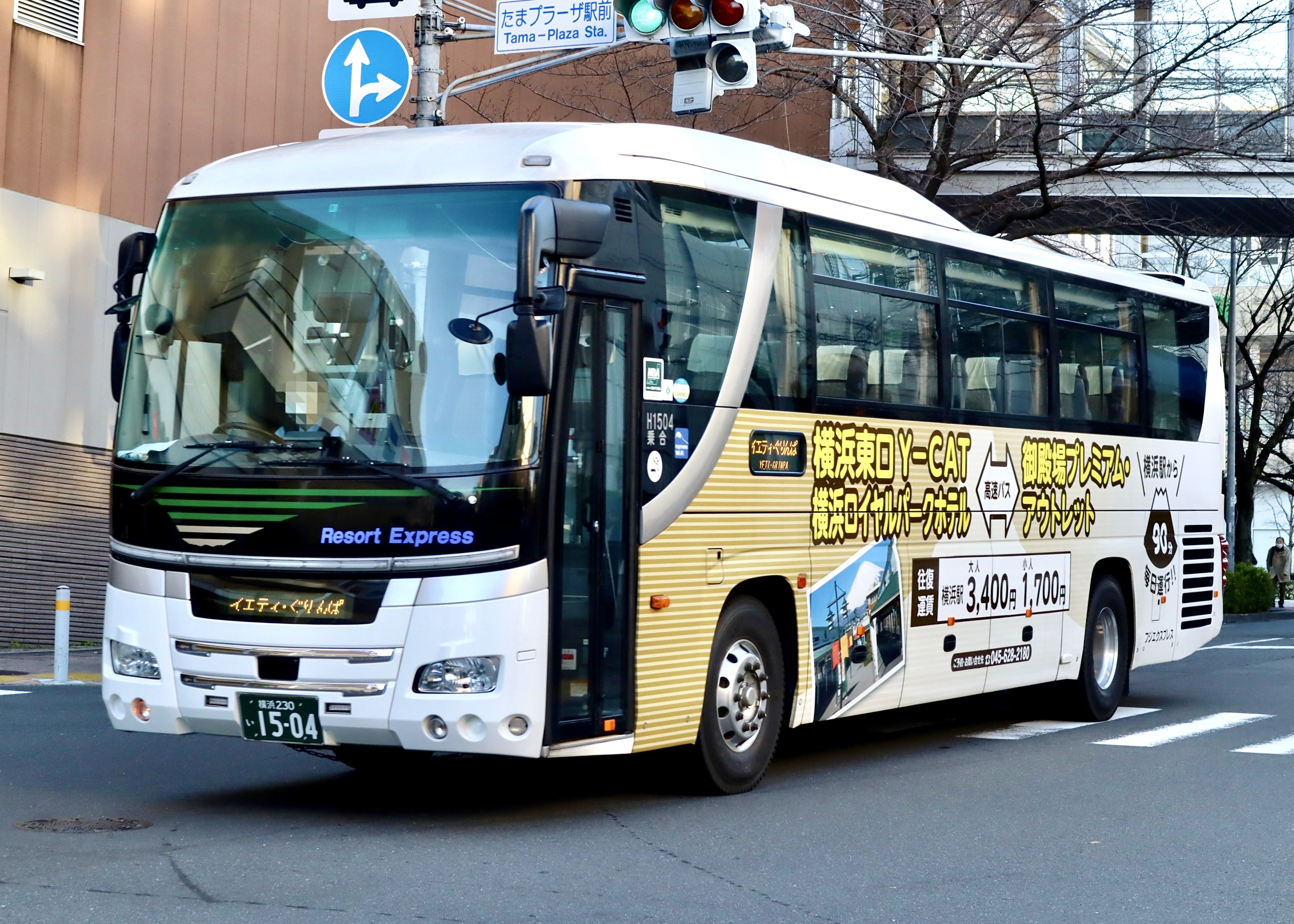
イエティ・ぐりんぱ線
- 日吉駅東口 - センター北駅 - たまプラーザ駅 - 市が尾駅 - スノーパークイエティ - ぐりんぱ 《横浜営業所担当（東急バスと共同運行） 》

- - 2014年12月1日：【富士急湘南バス】冬季期間限定でセンター北駅・たまプラーザ駅 - スノータウンYeti・ぐりんぱ間の運行開始。（富士急湘南バスと東急トランセが担当）
  - 2016年12月3日：【富士急湘南バス】共同運行会社である東急便が東急トランセから東急バス新羽営業所に業務移管。市が尾駅に乗り入れ開始。
  - 2017年12月2日：【富士急湘南バス】日吉駅まで延伸。
  - 2020年12月5日：【富士急湘南バス】新型コロナウィルス対策のため、ぐりんぱ休園により、全便イエティ発着となる。
  - 2021年12月18日：富士急湘南バスの横浜市内撤退により、フジエクスプレスへ移管。

#### 千葉県内発着路線
海浜幕張・津田沼・西船橋 - 河口湖線
- 海浜幕張駅 - 第三中学校 - 京成津田沼駅 - JR津田沼駅 - 西船橋駅 ⇔ 富士急ハイランド - 西原上 - 富士山駅 - 河口湖駅 《江戸川営業所・埼玉営業所担当（京成バス千葉営業所と共同運行）》
  - 2008年3月8日：【富士急平和観光】会員制ツアーバスとして京成バスシステムと共同運行で運行開始。
  - 2009年2月28日：【富士急平和観光】期間運行路線バスとして運行開始。（京成バス船橋高速貸切センターと共同運行）
  - 2011年7月16日：【富士急山梨バス】運行担当が富士急平和観光から富士急山梨バスに変更となる。
  - 2012年12月23日：京成バスの組織改組により、共同運行事業者が京成バス新習志野高速営業所となる。
  - 2017年7月15日：【富士急行観光】通年運行路線として富士急山梨バスより移管。また共同運行担当が京成バス新習志野高速営業所から京成バス千葉営業所となる。
  - 2021年12月1日：富士急行観光担当便がフジエクスプレス担当となる。また、津田沼・西船橋-御殿場プレミアム・アウトレット線とのセットダイヤとなり、午前中に御殿場プレミアム・アウトレットに下った便が河口湖まで回送されて再び津田沼・西船橋に上る変則運用となる。
  - 2023年8月1日：担当営業所が江戸川営業所から埼玉営業所に変更となる。

富士急行の高速バスとしては唯一、西原上に停車する。また、途中石川パーキングエリアにて解放休憩を行なっている。
- 成田空港 → 富士急ハイランド → 富士山駅 → 河口湖駅《埼玉営業所担当（京成バス千葉営業所と共同運行）》
  - 2017年7月15日：【富士急行観光】運行開始。
  - 2020年3月19日：【富士急行観光】新型コロナウィルス感染拡大防止の為、全便運休。
  - 2023年8月1日：運行再開。

2016年7月16日に京成バスが単独で運行を開始した『富士山駅 ～ 河口湖駅 ～ 富士北麓駐車場 ～ 富士急ハイランド ～ 秋葉原駅 ～ 成田空港』として運行開始した路線が所要時間短縮を目的として開設された路線で富士北麓駐車場と秋葉原駅を廃止した。富士急担当便は成田空港発の1便のみで、それ以外は京成バス千葉営業所が担当する。
- JR津田沼駅 - 京成津田沼駅 - 西船橋駅 ⇔ 御殿場プレミアム・アウトレット線《江戸川営業所担当（京成バス千葉営業所と共同運行）》

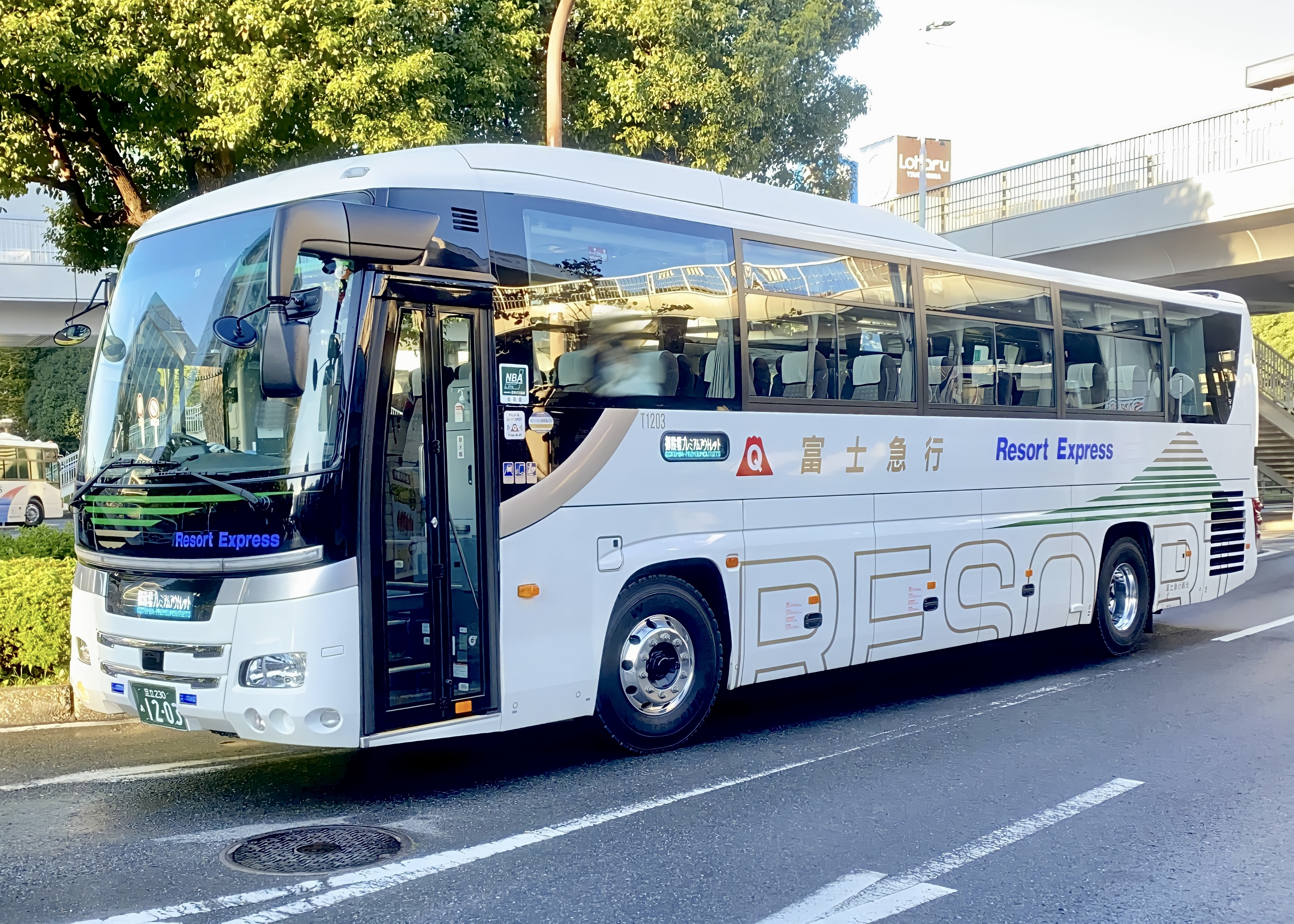
津田沼-御殿場プレミアム・アウトレット線（T1203号車）

- - 2021年10月16日：【富士急行観光】運行開始。
  - 2021年12月1日：富士急行観光担当便がフジエクスプレス担当となり京成バス千葉営業所と共同運行となる。京成バスが上り便のみ担当するため、フジエクスプレスは下り便のみの担当となる。
  - 2022年12月1日：フジエクスプレス・京成バス共に運行休止[14]。

#### 埼玉県内発着路線
- 大宮駅西口 ← 西武バス大宮営業所 ← 川越駅西口 ← 西武バス狭山営業所 ← 富士急ハイランド ← 河口湖駅 ← 富士山駅《埼玉営業所担当（西武観光バスと共同運行）》※ フジエクスプレスは上り便のみ担当
  - 2005年7月27日：【富士急山梨バス】9月19日までの期間限定で大宮駅・川越駅 - 山中湖・富士山五合目線及び大宮駅・東所沢駅・所沢駅 - 山中湖・富士山五合目線運行開始。（西武バス大宮営業所と共同運行）
  - 2006年3月1日：【富士急山梨バス】4月9日までの期間限定で大宮駅・川越駅 - 富士急ハイランド・河口湖駅・富士吉田線及び大宮駅・東所沢駅・所沢駅 - 富士急ハイランド・河口湖駅・富士吉田線運行開始。以降春・夏・冬の長期休暇期間に期間限定運行を実施。
  - 2011年4月29日：【富士急山梨バス】通年運行開始。新たに池袋駅東口経由となり、所沢駅経由を廃止。共同運行会社が西武バス大宮営業所から西武観光バス大宮営業所に変更となる。
  - 2017年4月15日：富士急山梨バス担当便が富士急行観光担当となる。
  - 2017年9月1日：【富士急行観光】池袋駅東口経由便の起終点が大宮駅西口からサンシャインシティプリンスホテルとなる[19]。
  - 2021年12月1日：富士急行観光担当便がフジエクスプレス担当となる。
  - 2024年4月1日：ダイヤ改正により西武観光バス担当便が増便され、それまでね隔月で担当便を交換する運用から、固定便運用に変更し、フジエクスプレスは池袋発の下り便と大宮着の上り便の固定になった。

## 路線バス

### 東京営業所

#### コミュニティバス
PASMO・Suicaおよび相互利用可能な交通系ICカードが利用できる。
港区コミュニティバス「ちぃばす」

#### 渋谷シャトル・大和田シャトル
PASMO・Suicaおよび相互利用可能な交通系ICカードが利用できる。
東京都シルバーパスは利用できない。
フジエクスプレスの公式サイトには、コミュニティバス（ちぃばす・ハチ公バス）と横浜タウンバス のページしかなく、渋谷シャトル・大和田シャトルに関しては路線図・運賃などの利用案内が一切ない。
渋谷シャトル
- SS01 循環：渋谷駅（日本経済大学前） → 渋谷ガーデンタワー → 青葉台タワー → 渋谷駅ハチ公口 → 渋谷駅（日本経済大学前）
- SS02 直行：渋谷駅ハチ公口 - （無停車） - 渋谷ガーデンタワー
- SS03 直行：渋谷駅（日本経済大学前） - （無停車） - 青葉台タワー
- SS05 直行：渋谷駅ハチ公口 - （無停車） - 青葉台タワー

2012年12月10日運行開始。住友不動産の契約輸送（無料シャトルバス）だったものを一般路線化した。住友不動産のオフィスビル「青葉台タワー」（目黒区青葉台）、「渋谷ガーデンタワー」（渋谷区南平台町）と渋谷駅を結ぶ路線。
平日のみ運行。SS01（循環）は日中、SS02、SS03は朝夜、SS05は夜に運行。
契約輸送時代は住友不動産青葉台タワーのラッピングが施された日野・ポンチョが使用されていたが、その後中型車の日野・レインボーが使用されるようになった。
運賃は全線均一で大人240円（現金・IC運賃同額）、小人120円。
2014年4月1日の消費税増税により、大人230円（現金・IC運賃同額）から値上げされた。2019年10月1日の消費税増税では据え置き。
大和田シャトル
- SS04 直行：渋谷駅ハチ公口 - （無停車） - 文化総合センター大和田

2012年12月21日運行開始。2010年6月に開館した渋谷区文化総合センター大和田と渋谷駅を結ぶ路線。
公共施設へのシャトルバスのため運行時間は、渋谷駅発は10時から16時、文化総合センター大和田発は10時から17時まで。
平日・土日祝日も同ダイヤで運行。1時間に3本、20分おきのパターンダイヤとなっている。
途中停留所はなし、乗車所要時間は3分（渋谷駅西口から徒歩でも5分で到着する）。
なお、東急バス淡島営業所が運行するハチ公バス 夕やけこやけルート（恵比寿・代官山循環）も渋谷区文化総合センター大和田を経由する。
「SHIBUYA-OWADA SHUTTLE」の文字が入った専用ラッピングの日野・ポンチョが使用される。
運賃は全線100円均一（現金・IC運賃同額）。2014年4月1日と2019年10月1日の消費税増税でも運賃改定なし。

### 横浜営業所

#### 横浜タウンバス
横浜タウンバスは2007年4月1日より横浜市営バスの134系統を継承し運行を開始した路線バスである。運行はフジエクスプレス横浜営業所が担当している。現在は、2008年7月8日よりダイワコーポレーションの従業員送迎バスより派生した、新山下・ダイワコーポレーション線と134系統の2路線が存在する。使用車両は全車、赤レンガ倉庫や横浜ベイブリッジなどのみなとみらい21の観光名所のピクトグラムが施された専用の中型車が充当され、PASMO・Suicaおよび相互利用可能な交通系ICカードが利用できる。また、横浜市が発行する福祉乗車証「福祉特別乗車証（福祉パス）」「敬老特別乗車証（敬老パス）」が利用できる。
運賃は全線均一で大人220円（現金・IC運賃同額）、小人110円。
2014年4月1日の消費税増税で、大人210円（現金・IC運賃同額）から、現金運賃220円・IC運賃216円に値上げ。2019年の消費税増税でIC運賃割引が消滅、現金・ICともに220円均一に値上げされた。障害者手帳の提示により、身体障害者・知的障害者は運賃割引がある。精神障害者への割引制度はないが、横浜市民であれば精神障害者保健福祉手帳の所持者には上述の「福祉特別乗車証（福祉パス）」が交付されるため無料で乗車できる。
134系統
- 桜木町駅前 → 伊勢佐木長者町駅前 → 麦田町 → みなと赤十字病院 → 麦田町 → 伊勢佐木長者町駅前 → 桜木町駅前

桜木町駅から日ノ出町・山元町・麦田町、横浜市立みなと赤十字病院を経由し、本牧地区を結ぶ路線。
2007年3月31日までは横浜市営バスが、桜木町駅前 - 伊勢佐木長者町駅前 - 山元町 - 麦田町 - みなと赤十字病院 - 本牧原 - 本牧元町 - 本牧車庫という経路で運行していたが、翌日からフジエクスプレスが運行を引き継ぎ、本牧地区で循環するように運行経路を変更した。
1時間に1本から2本の運行。朝に2本のみ本牧発の桜木町駅前行き、夜に1本のみ桜木町駅前発本牧経由の大鳥中学校前行きが、平日・土休日を問わず毎日出入庫路線として設定される。
2024年10月1日から全便みなと赤十字病院の往復運行に改められ、ダイヤも全日共通ダイヤに変更された。
新山下・ダイワコーポレーション線
- 直通： 桜木町駅前 - （無停車） - 新山下・ダイワコーポレーション前
- 桜木町駅前 - みなと赤十字病院 - 新山下・ダイワコーポレーション前

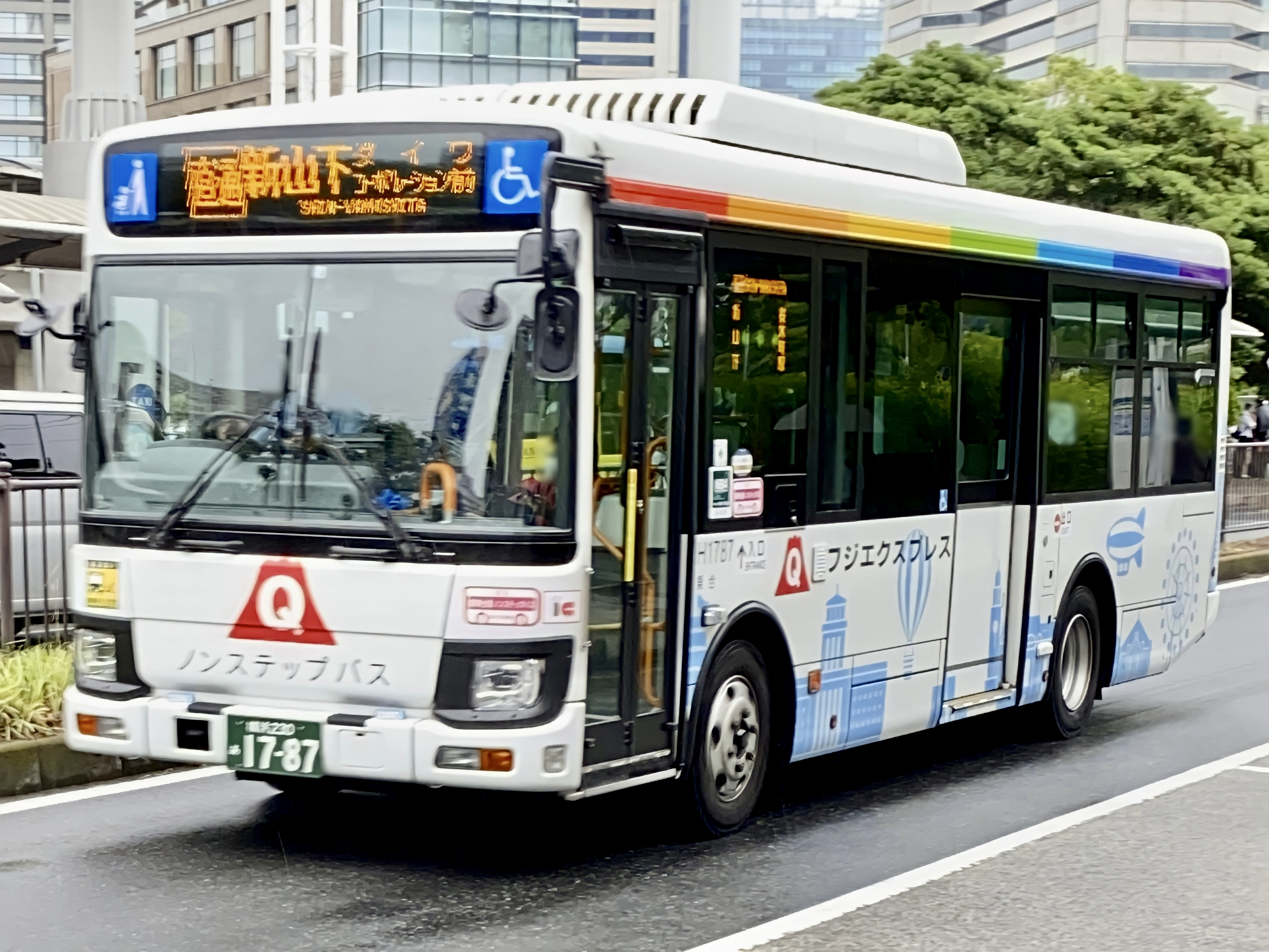
ダイワコーポレーション前への直通バス

2008年7月8日運行開始。ダイワコーポレーション新山下営業所への直行便。企業の従業員輸送路線だが一般客も乗車可能。
2013年1月15日より一部の便が横浜市立みなと赤十字病院に乗り入れ開始、通院需要にも対応するようになった。
平日のみ運行。桜木町駅前発は7時台から12時台まで1日4本、ダイワコーポレーション前発は9時から19時まで1日5本運行。
2019年10月1日のダイヤ改正で、利用低迷と乗務員不足を理由に減便。桜木町駅前発は1日3本、ダイワコーポレーション前発は1日4本となり、日中の便が消滅した。

## 過去に運行していた路線

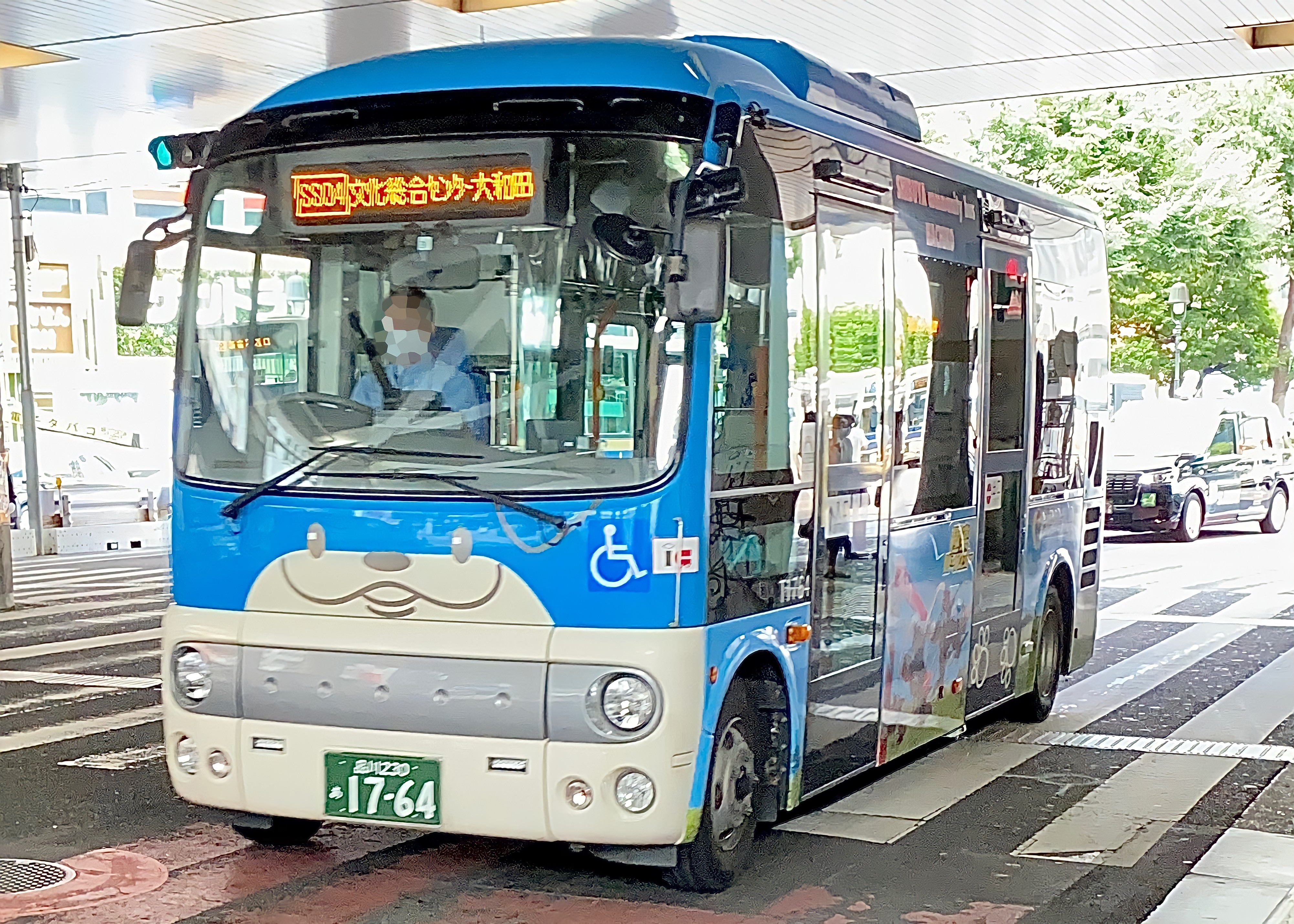
ハチ公バスで使用されていた日野・ポンチョ（2021年8月22日撮影）
路線撤退とともに東急バスへ移籍した。

渋谷区コミュニティバス「ハチ公バス（神宮の杜ルート）」
- 2008年2月29日：運行開始。
- 2021年11月1日：東急バス淡島営業所と共同運行開始。
- 2021年12月16日：全便を東急バス（淡島営業所）へ移管し撤退[32]。

## 契約輸送
- 住友不動産西新宿ビル無料送迎バス（新宿駅西口 - セントラルパークシティ・3号館・4号館・5号館）
- 住友不動産新宿グランドタワー無料送迎バス（新宿駅西口 - 住友不動産新宿グランドタワー）
- ヨコソーレインボータワー無料送迎バス（田町駅東口 - レインボータワー）
- ラ・トゥール代官山住居者送迎バス
- ラ・トゥール代々木上原住居者送迎バス
- 浦和学院高等学校スクールバス（東川口駅 - 浦和学院高等学校）

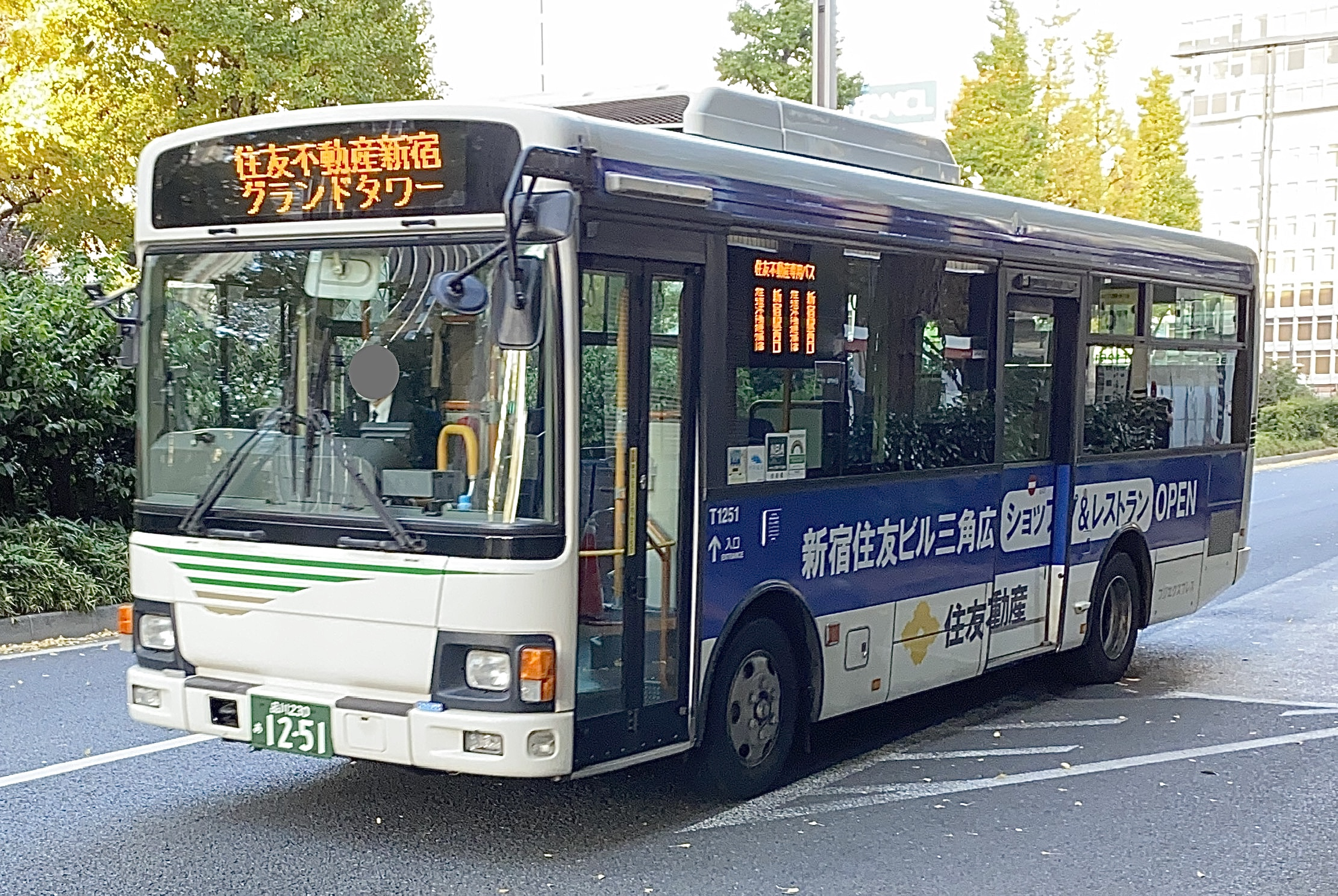
住友不動産の管理する物件への特定輸送車（T1251号車）
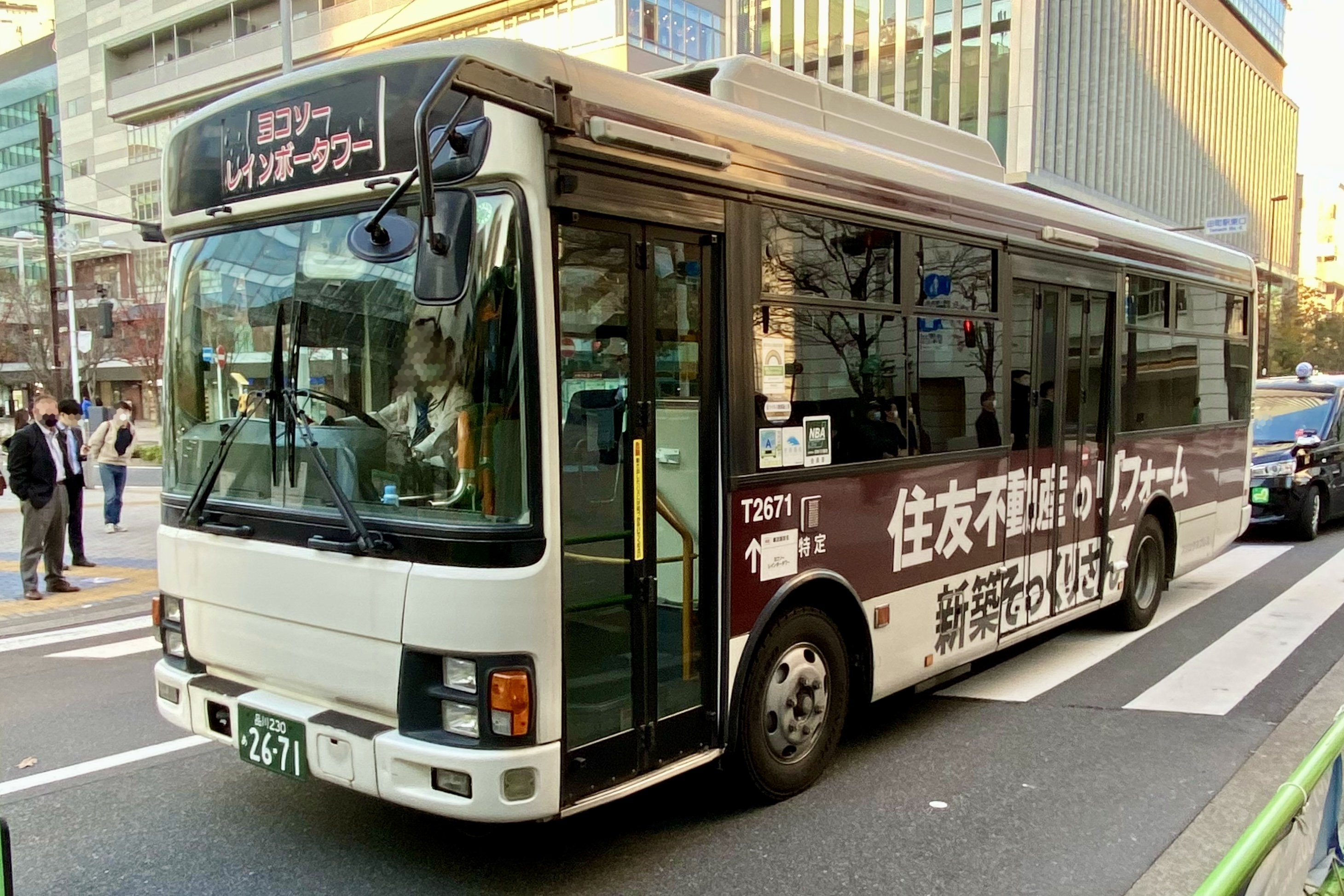
ヨコソーレインボータワー行き特定バス（T2671号車）
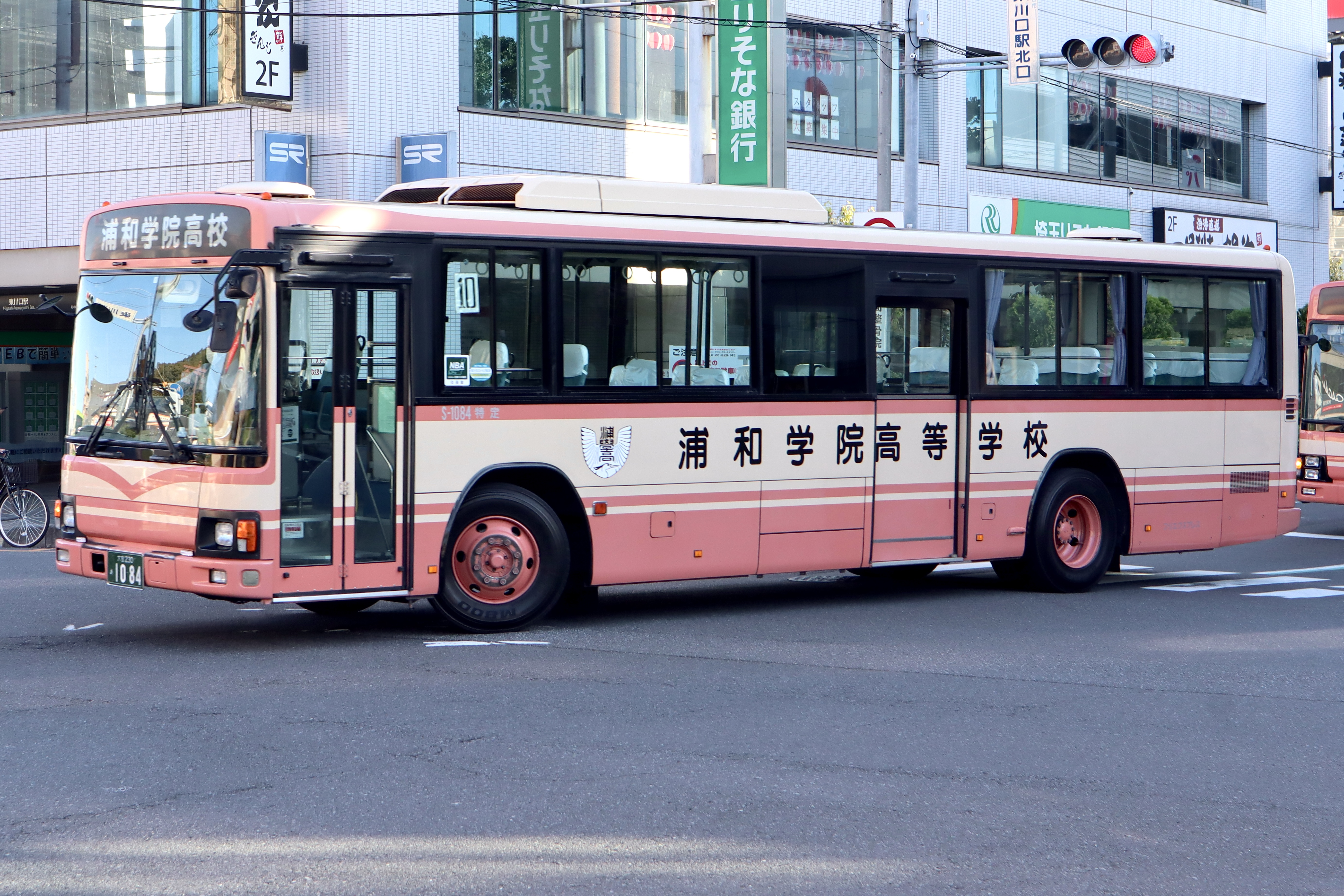
浦和学院高等学校スクールバス（S1084号車）

## 水陸両用バス『TOKYO NO KABA』
- アクアシティお台場 → （陸路走行） → お台場海浜公園スロープ → （海上航海） → お台場海浜公園スロープ → アクアシティお台場
  - 2017年11月27日：運航開始。
  - 2021年7月17日：東京オリンピック・パラリンピックの会場設営の為、ルートを『（アクアシティお台場 →） 有明ガーデン → 豊洲ぐるり公園特設スロープ → （東雲運河）→ 豊洲ぐるり公園 → 有明ガーデン （→ アクアシティお台場）[注釈 1]』に変更となる。
  - 2021年10月2日：お台場ルートの運転を再開（10月1日は台風16号の東京接近に伴い運休）。

TOKYO NO KABAは、2017年11月27日に運航を開始した水陸両用バスである。アクアシティお台場を出発すると、陸路を約25分間走行した後、ヒルトン東京お台場前に設置された専用のスロープを渡り東京湾を約20分間航海する。車両は同じ富士急グループである富士急バスが2013年4月26日から運航している『KABA2』同様、ドーンデザイン研究所の水戸岡鋭治がデザインを担当、日野・レンジャーをベースに日通商事が製造した。また、東京湾で運航を行うにあたり屋形船の協会に協力を仰ぎ、淡水の山中湖を航海する『山中湖のカバ』とは異なり、海水による錆防止としてシャーシに樹脂コーティングを施し、海上で運行不能になった際の救助用にフックを装備する様アドバイスを受けた。また、スロープには車体に付着した海水を洗い流すための洗浄装置が取り付けられており、車体及び路面の塩害を防止する対策が取られた。
2018年度グッドデザイン賞受賞。

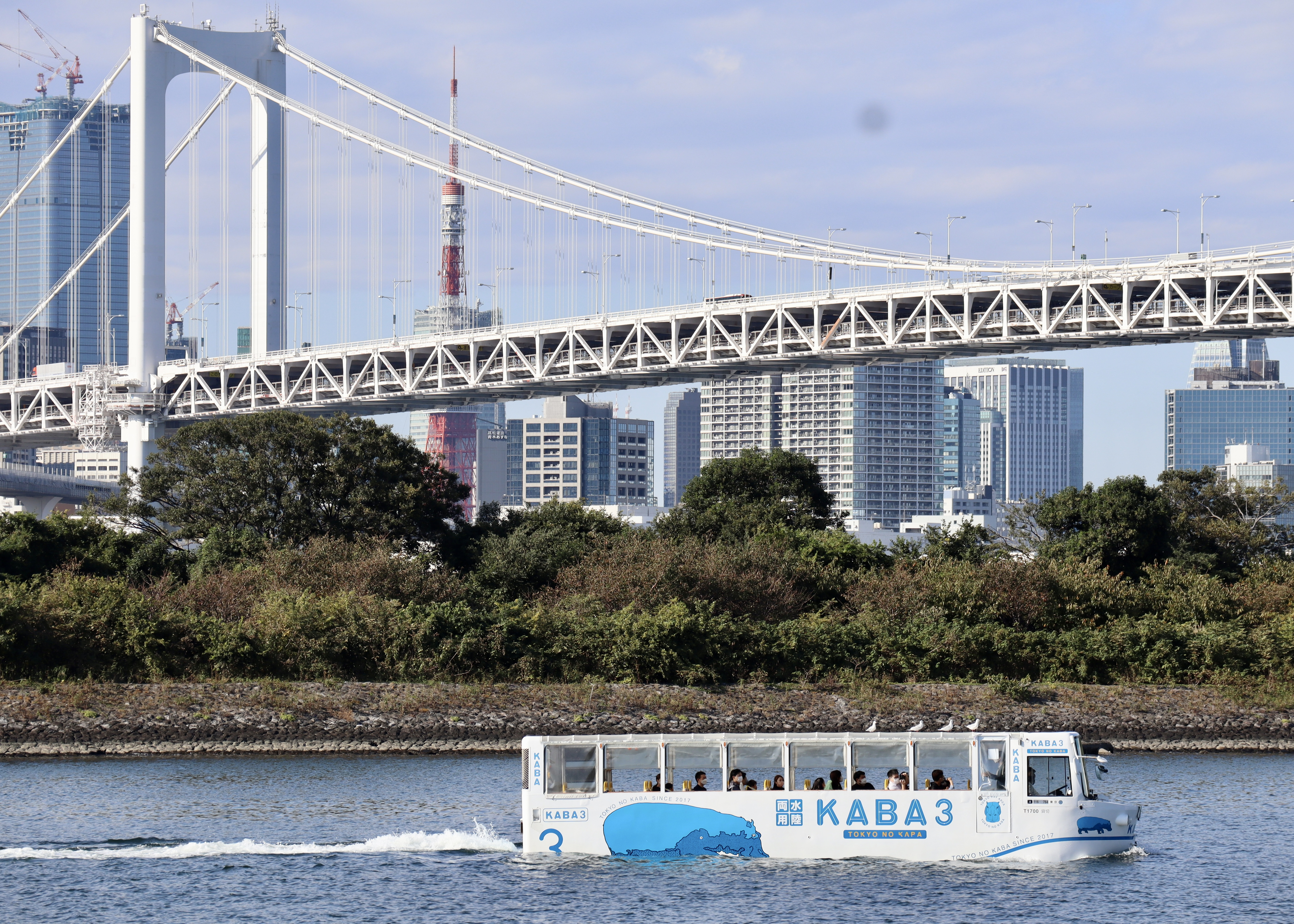
東京湾を泳ぐT1700号車
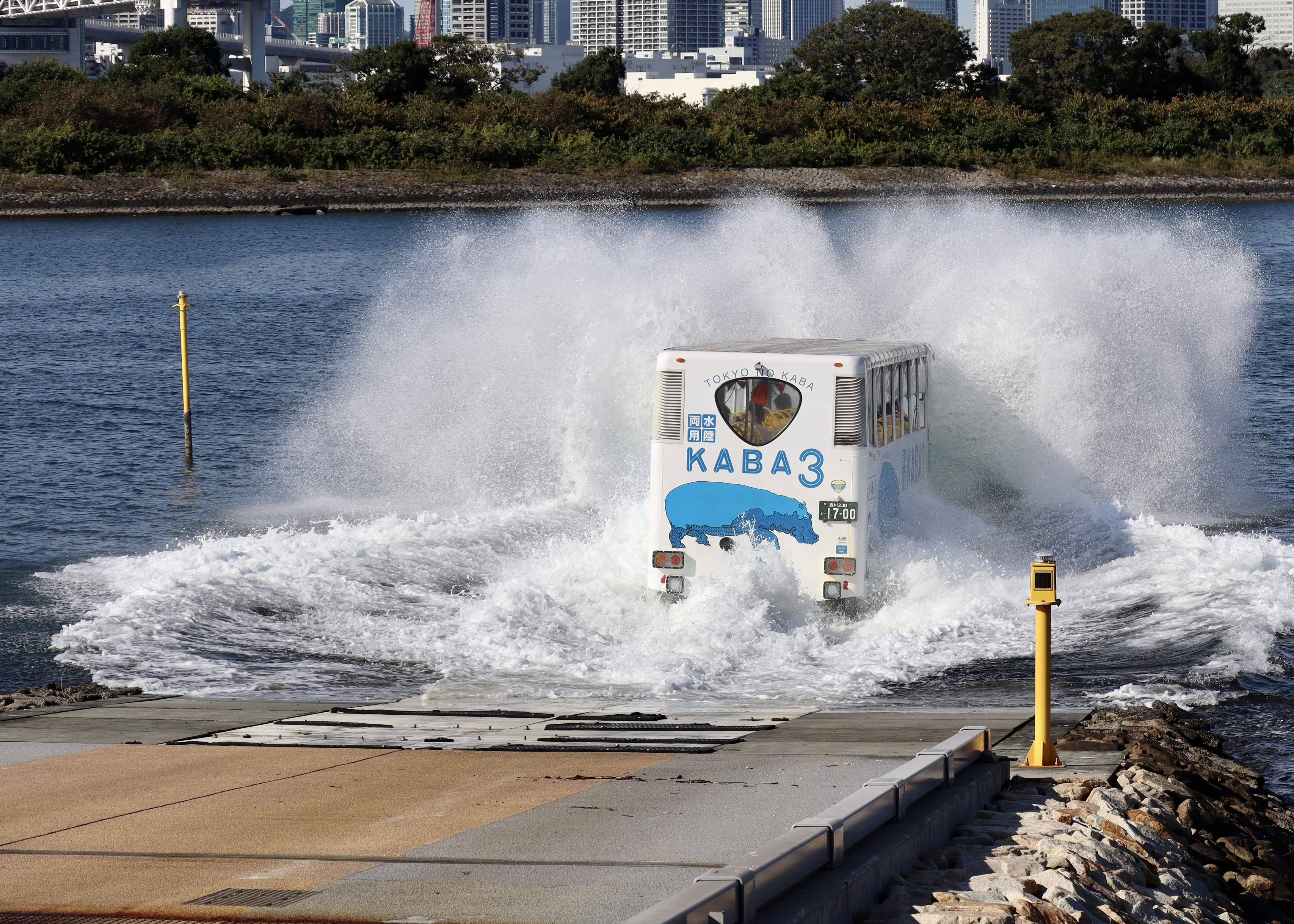
お台場海浜公園に設置されたスロープから東京湾へダイブするT1700号車
スロープに取り付けられた洗浄機で海水を洗い落とすT1700号車

## 車両
富士急行全体としては日野自動車製の車両が中心であったが、元々高速車では三菱ふそう車も以前から導入しており、高速・貸切専門の営業所であった当営業所は2社の車両が主であった。しかしその後はUDトラックス（旧・日産ディーゼル）車も導入されるようになった。
かつては富士急グループ貸切車全体の看板車「Resort Wind」として、富士急では唯一のボルボ・アステローペが東京営業所に在籍していた。初代の車両は3台、2代目は1台導入された。2代目は河口湖営業所に転属し、オープントップバス「KABA BUS」に改造されている。
2020年にスカニア・J-InterCityDDが2台導入された。同年11月6日より富士五湖線で運用されている。
ナンバープレートの分類番号が3桁化されて以降、高速車・路線車・コミュニティバス・貸切車共通で、希望ナンバー（230ナンバー）を導入した。路線バス車両ではAT車が導入されている。
東京営業所には「ちぃばす」用に日野・リエッセ（CNG車、除籍済）・日野・ポンチョ（2代目、2ドアロングボディ）、日野・レインボーII、「ハチ公バス」「大和田シャトル」用の日野・ポンチョ（2代目、2ドアロングボディ）が導入された。日野・レインボーIIは「ちぃばす」向けのノンステップ車の他に契約輸送用のワンステップ車も導入されており、貸切車に準じたリゾートカラーが施されている。一部の車両は住友不動産のオフィスビル循環バスとしてラッピング装飾が施されている。
横浜営業所には2013年12月現在、横浜タウンバス専用車が5台所属しており、全車が日野自動車製の中型車となっている。このうち4台はレインボーHR（2007年度導入分までは9m車、2008年度導入分は10.5m車）、残る1台は2013年に新たに導入されたレインボーIIとなっており、134系統用にはレインボーHRの9m車とレインボーIIが、新山下・ダイワコーポレーション線用にはレインボーHRの10.5m車がそれぞれ導入されている。塗装は横浜の名所をイメージしたものとなっている。かつては富士急静岡バスから転属した日産ディーゼル・スペースランナーRMが1台、いすゞ・エルガミオが1台所属していたが、2台ともすでに東京営業所や富士急シティバスなどに再転属している。

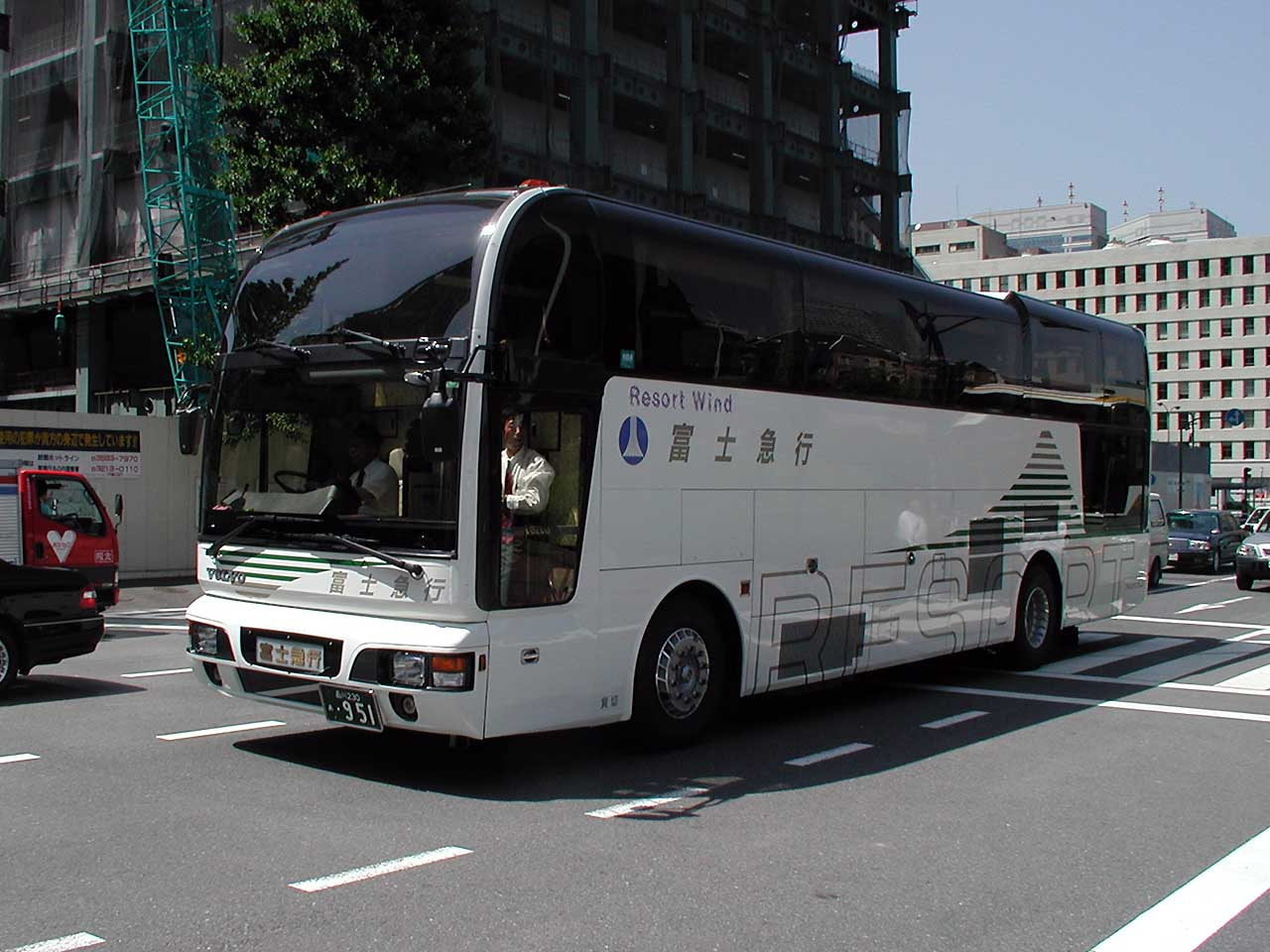
貸切車「Resort Wind」（2代目） T0951
ボルボ・アステローペ「KABA BUS」Y0951（河口湖営業所に転属後オープントップバスに改造）
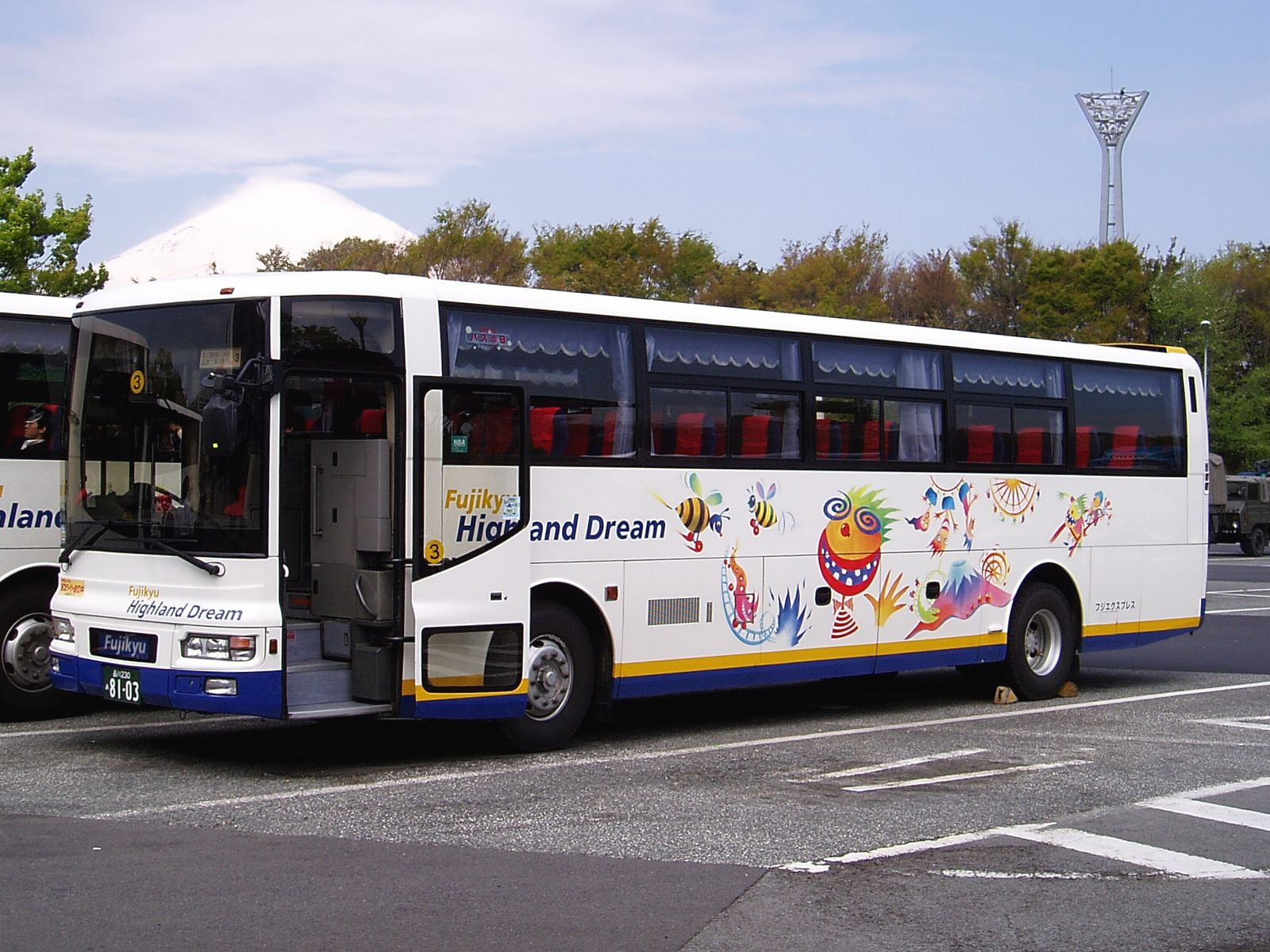
貸切車「Highland Dream」 T8103
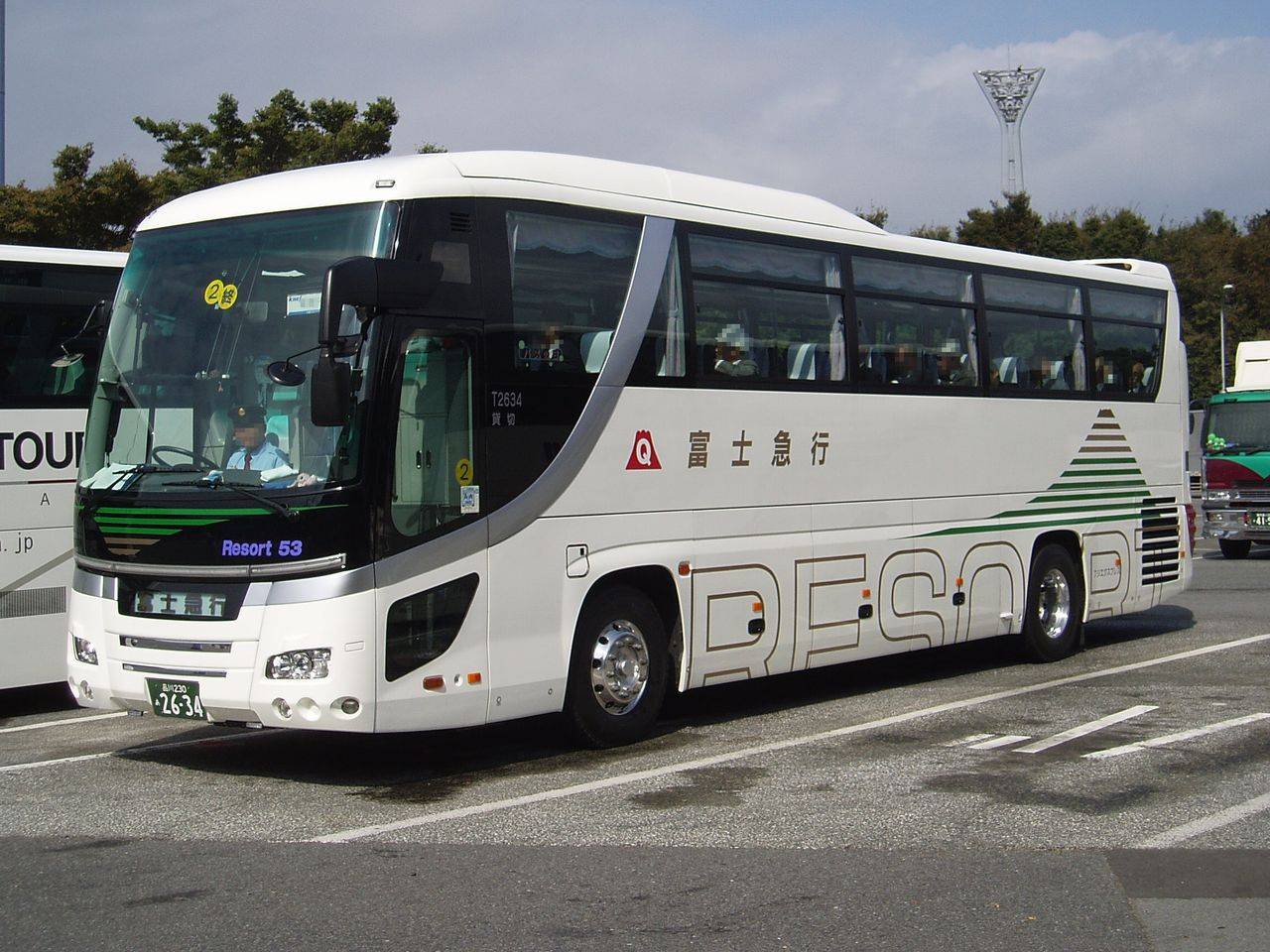
貸切車 T2634
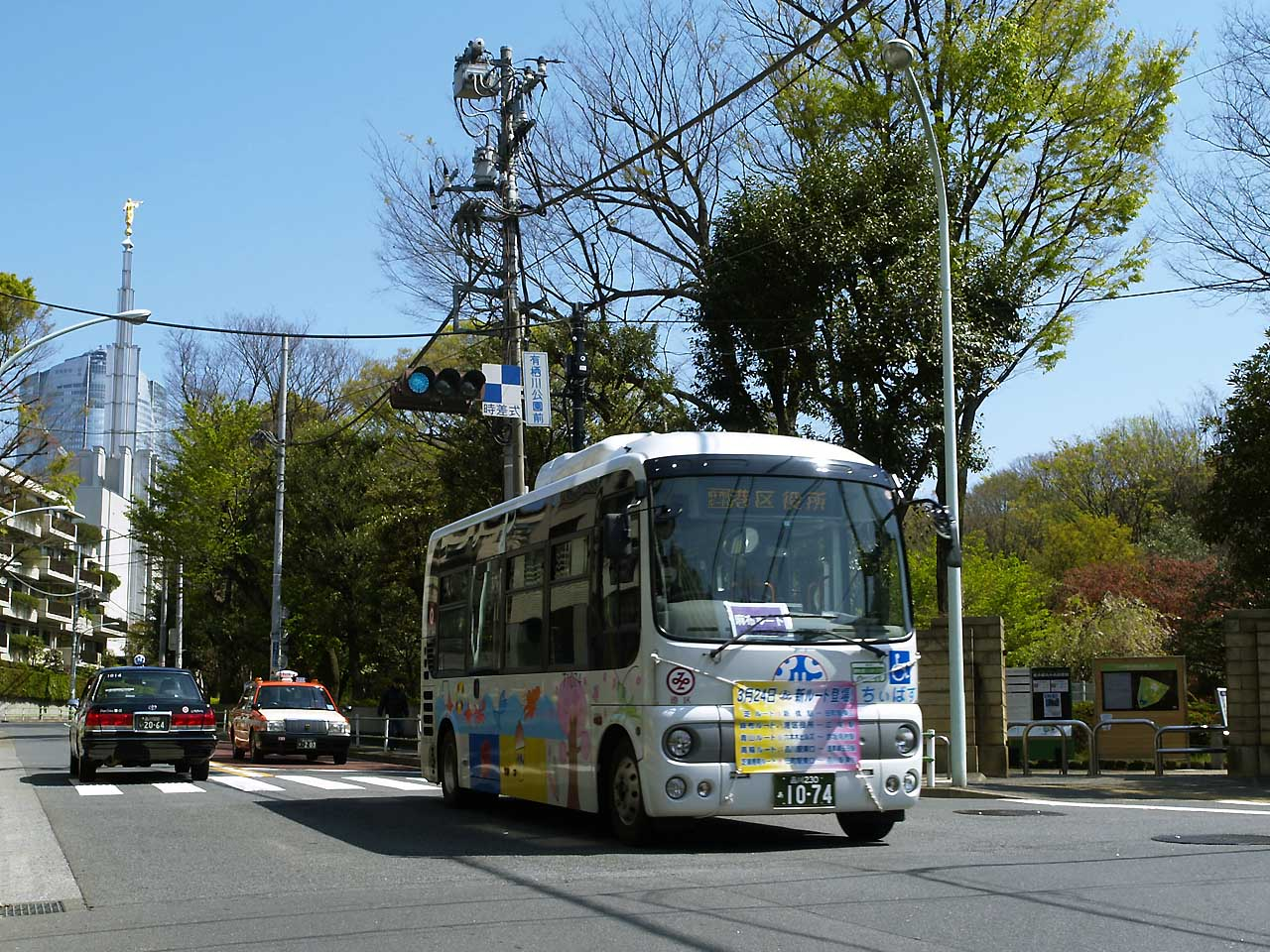
「ちぃばす」用の日野ポンチョ T1074
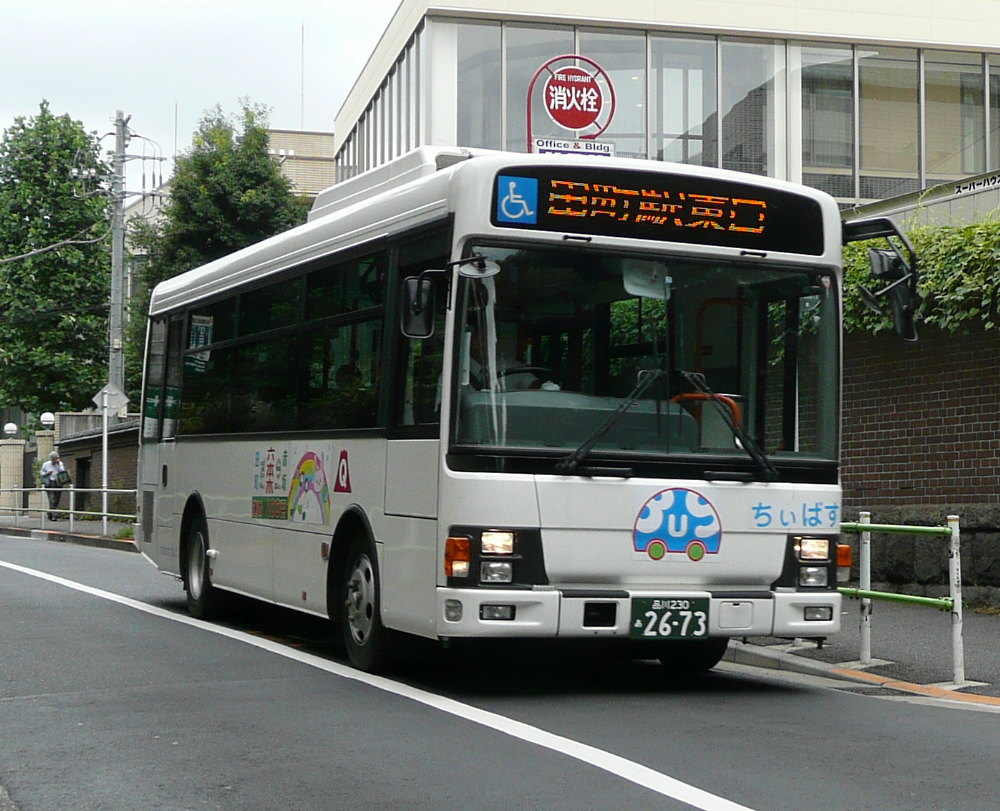
「ちぃばす」予備車の日野レインボーII T2673
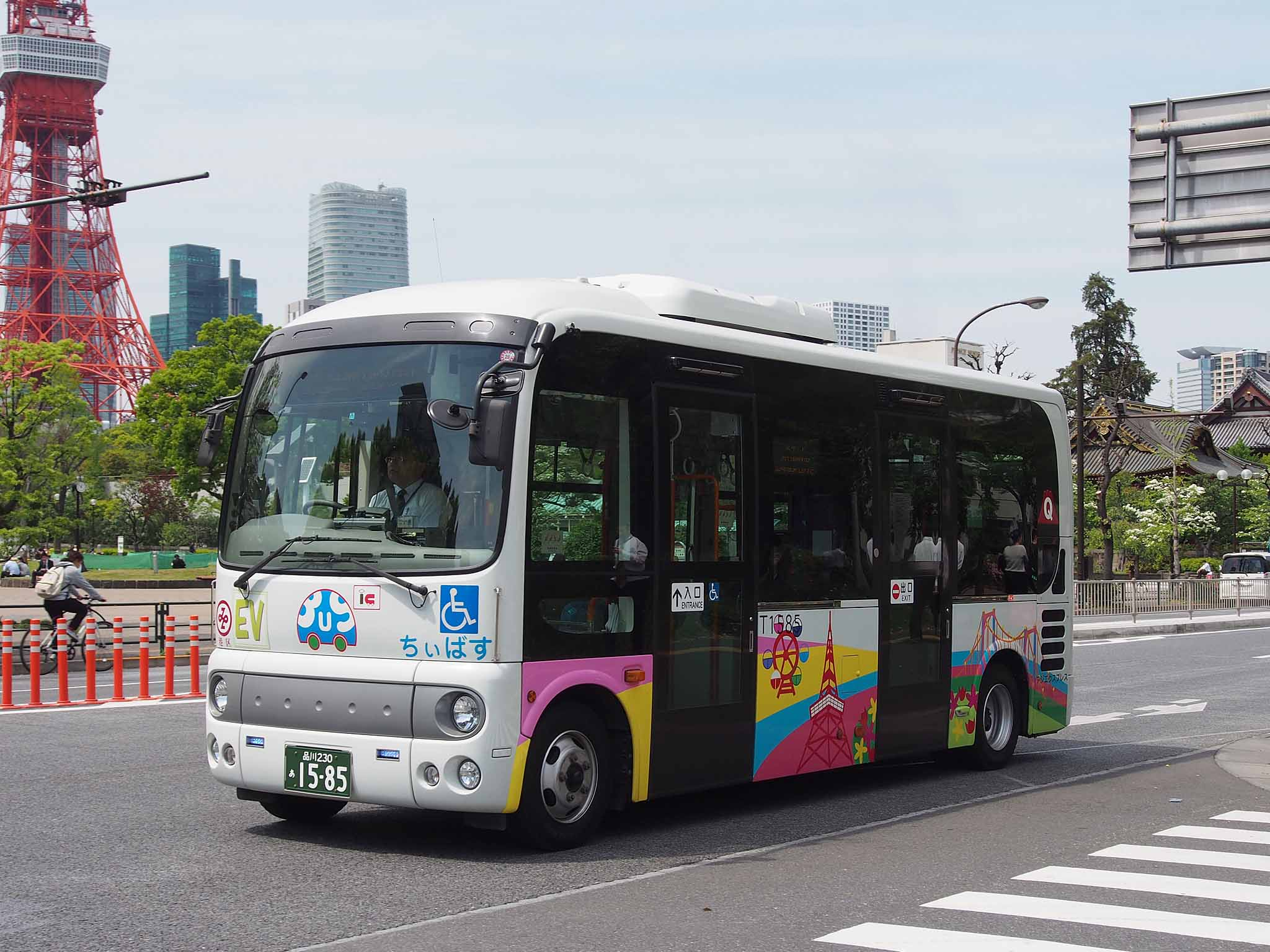
「ちぃばす」芝ルートで実証運行が行われている日野ポンチョ電気バス T1585
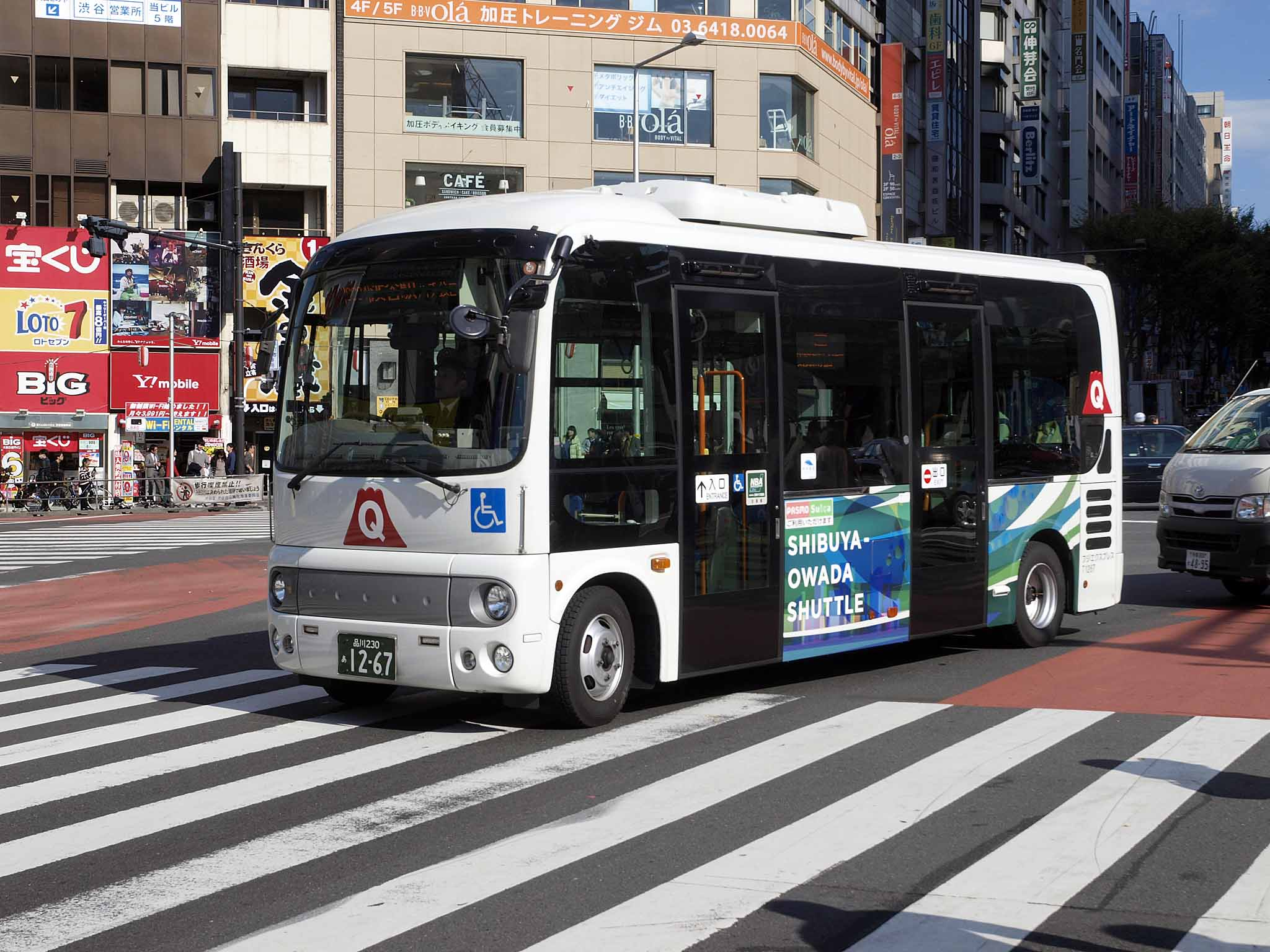
「大和田シャトル」用の日野ポンチョ T1267
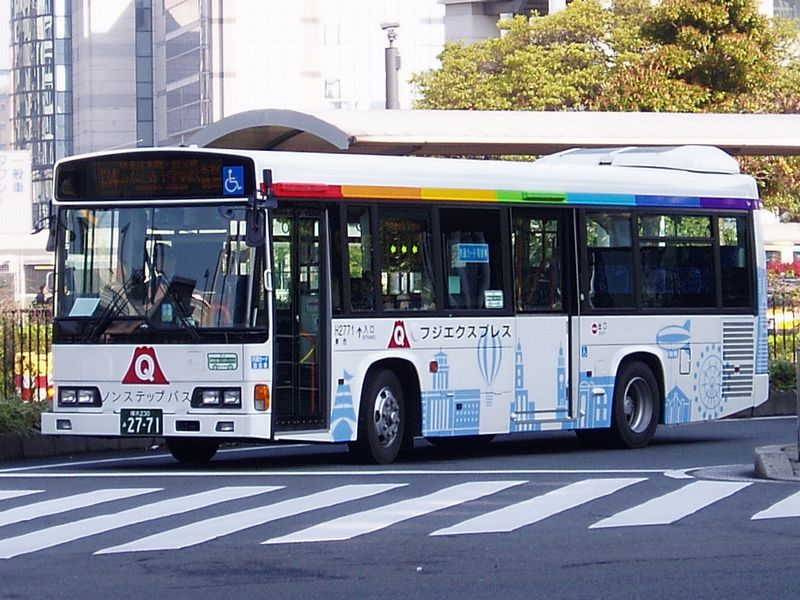
横浜タウンバス134系統用の日野レインボー H2771
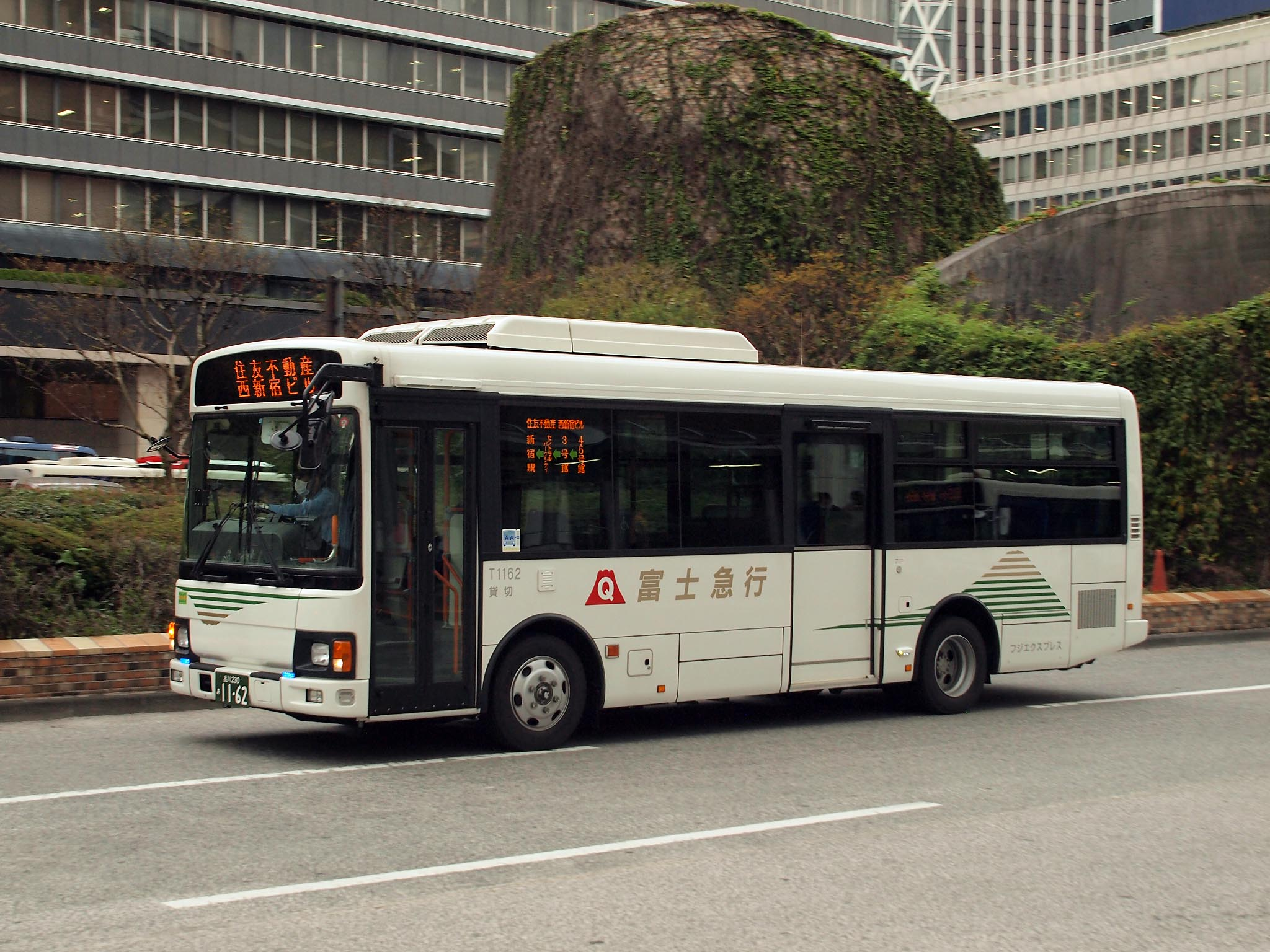
契約輸送車の日野レインボーII T1162
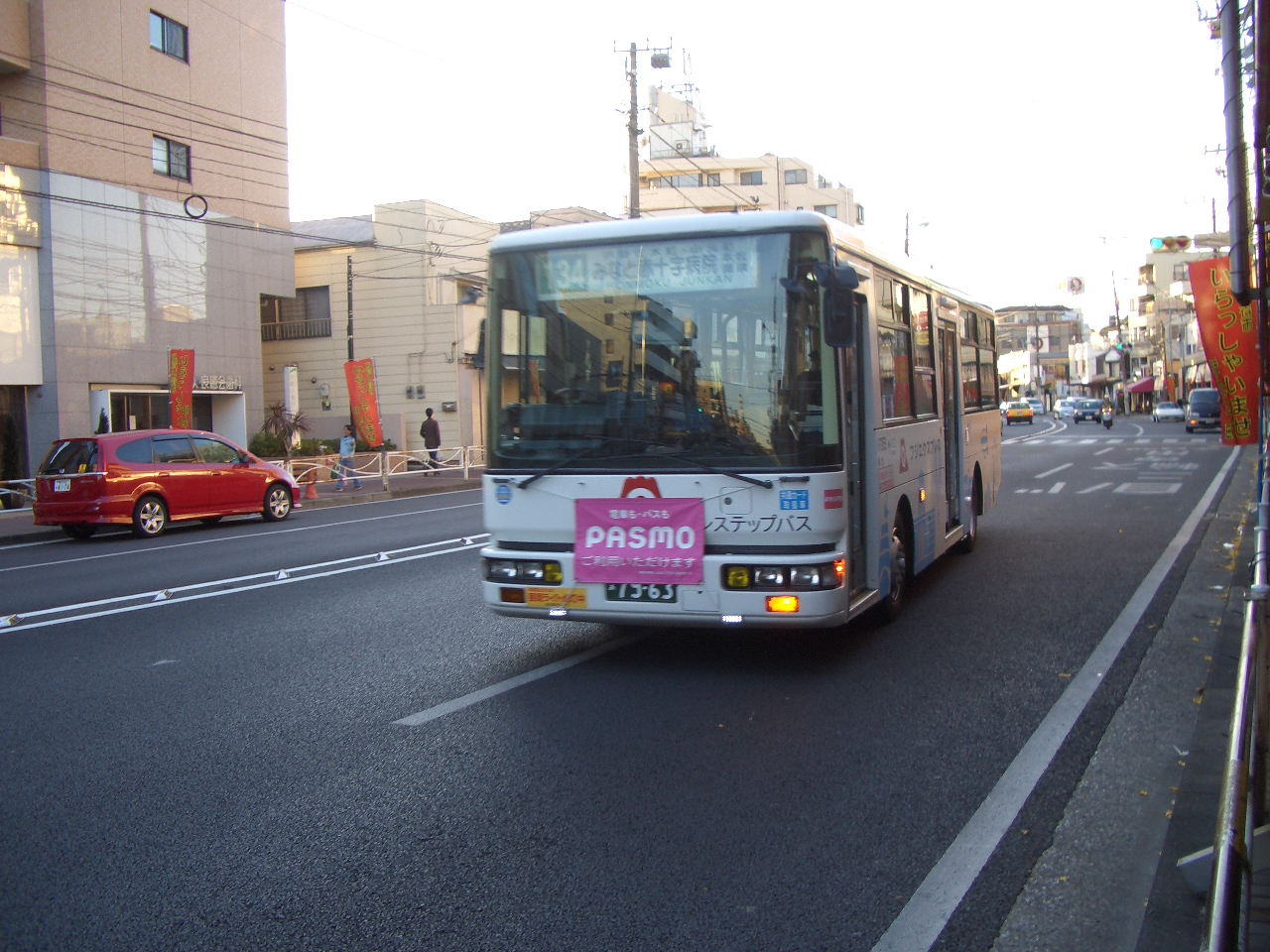
横浜タウンバス用の予備車 H7953（現在は富士急シティバスに転属）
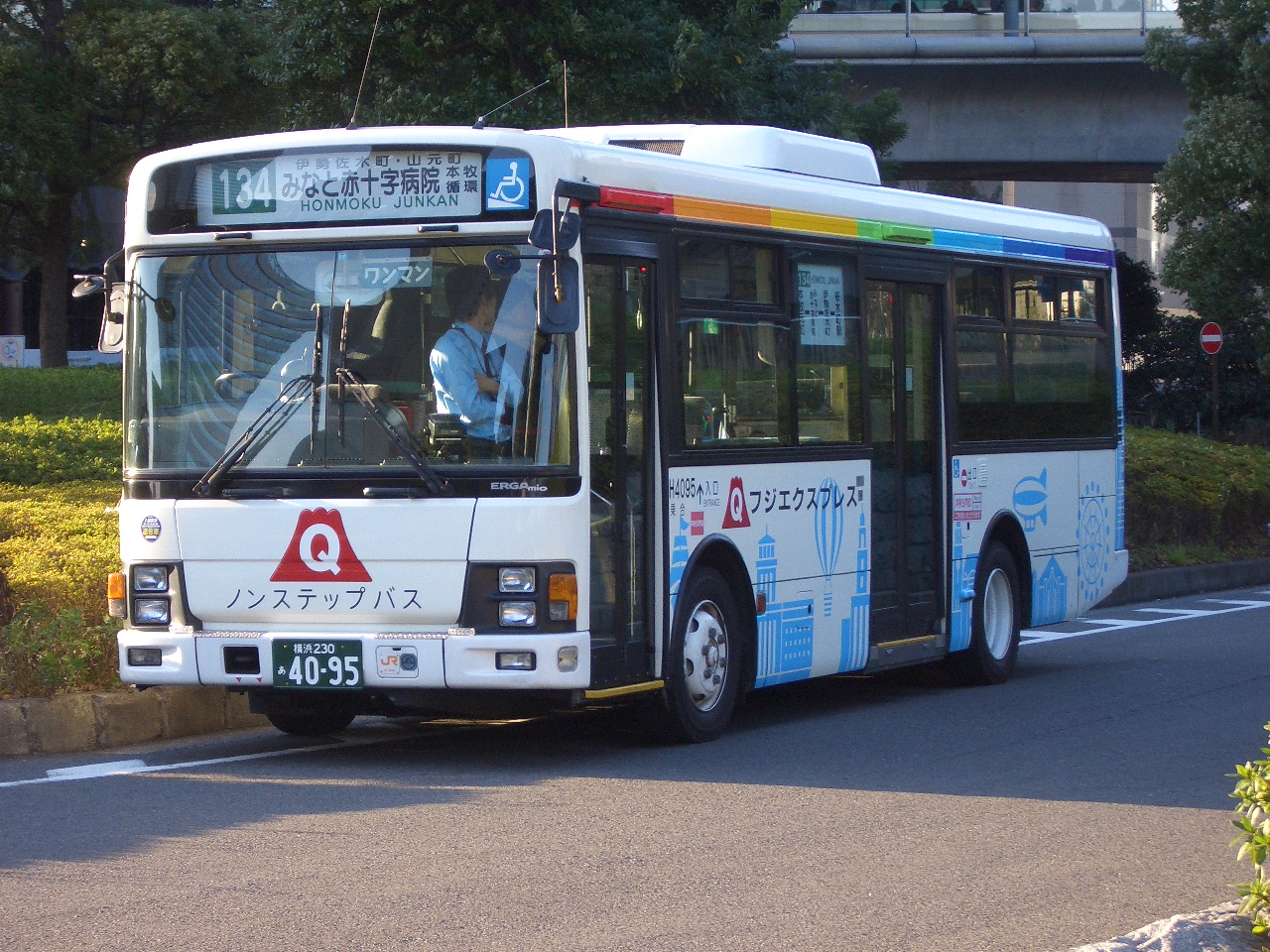
かつてダイワコーポレーション線用であったH4095
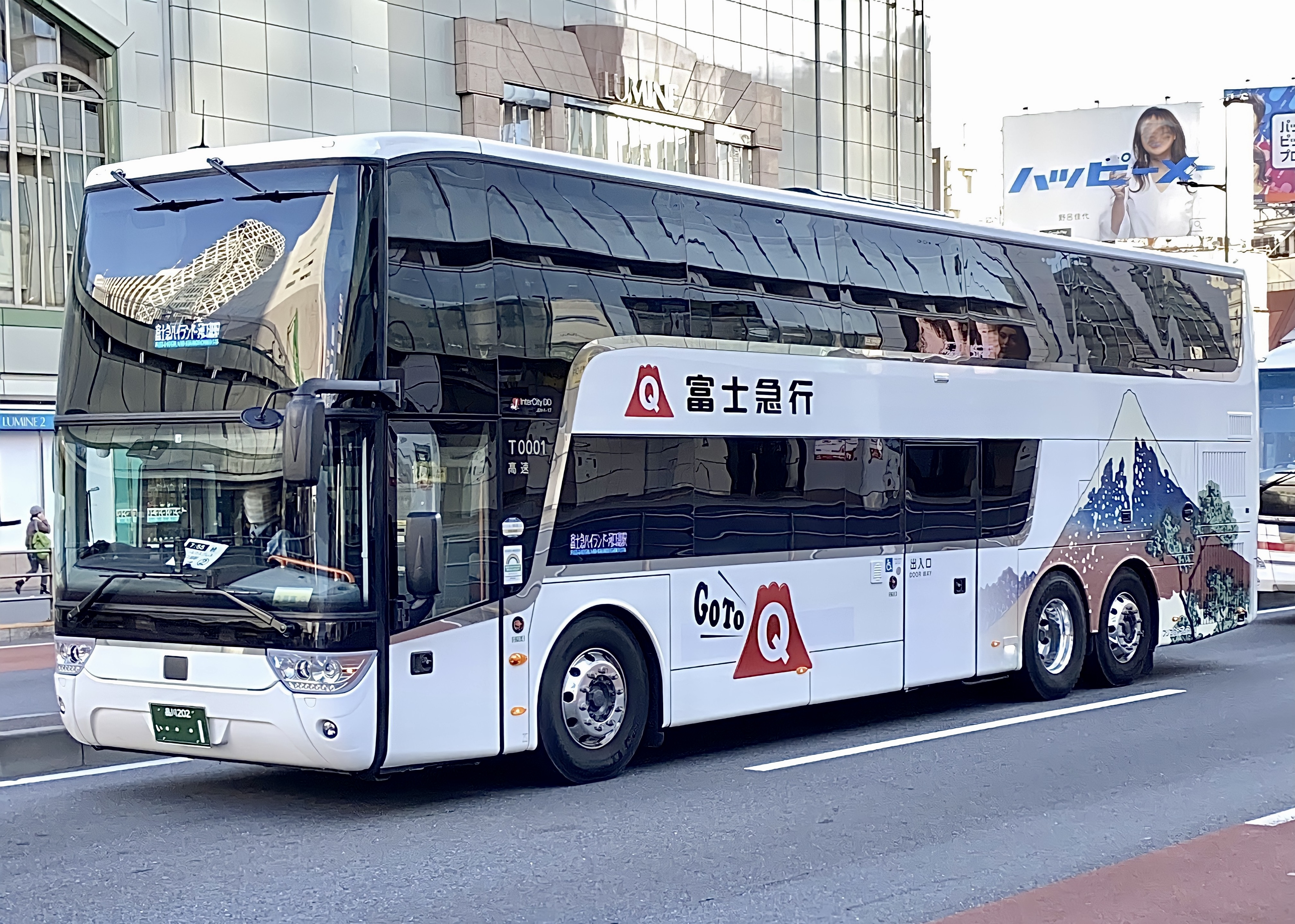
フジエクスプレス初のダブルデッカー車となるバンホール・アストロメガ
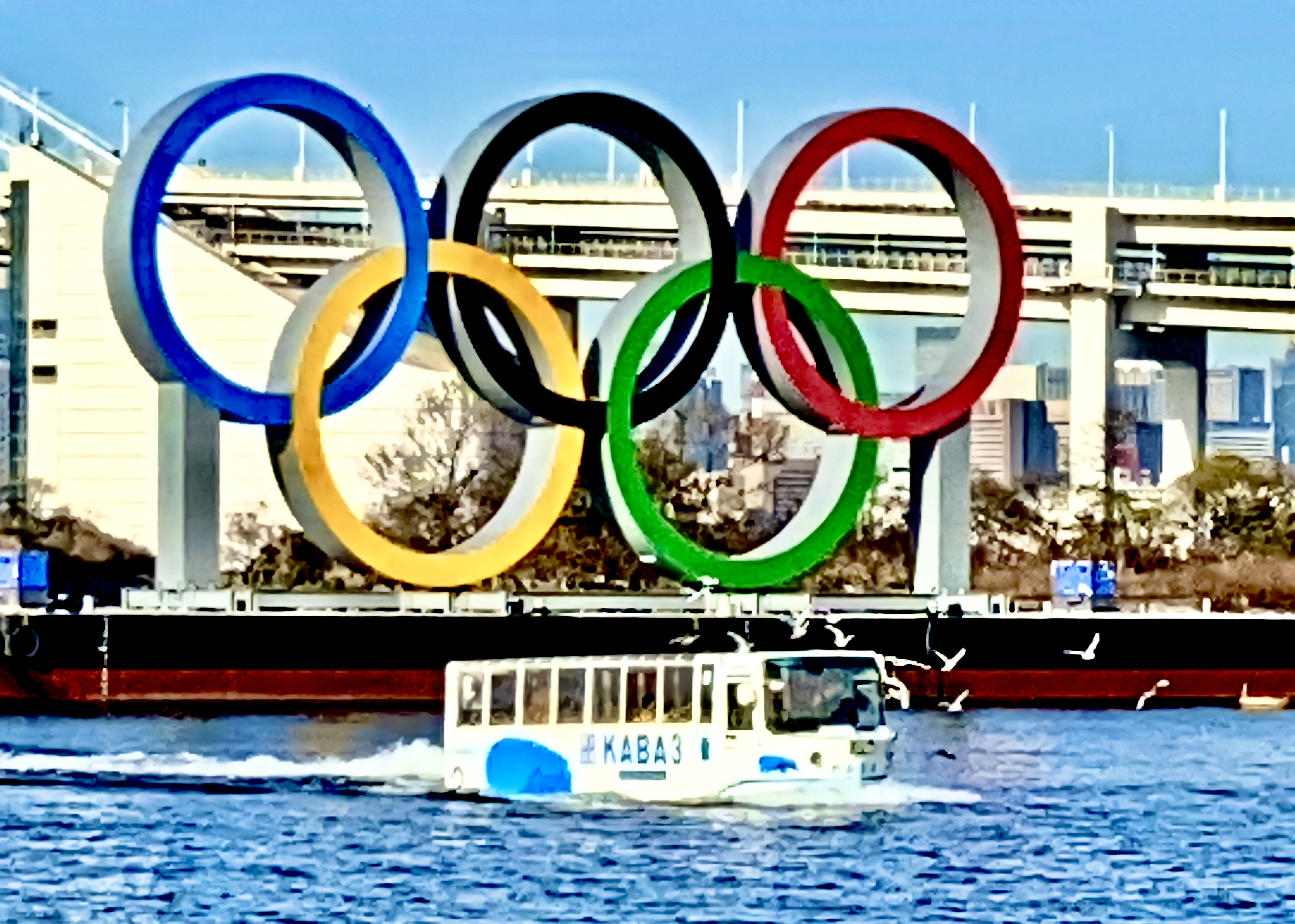
五輪マークのモニュメントの前を航行する水陸両用バス（T1700号車）
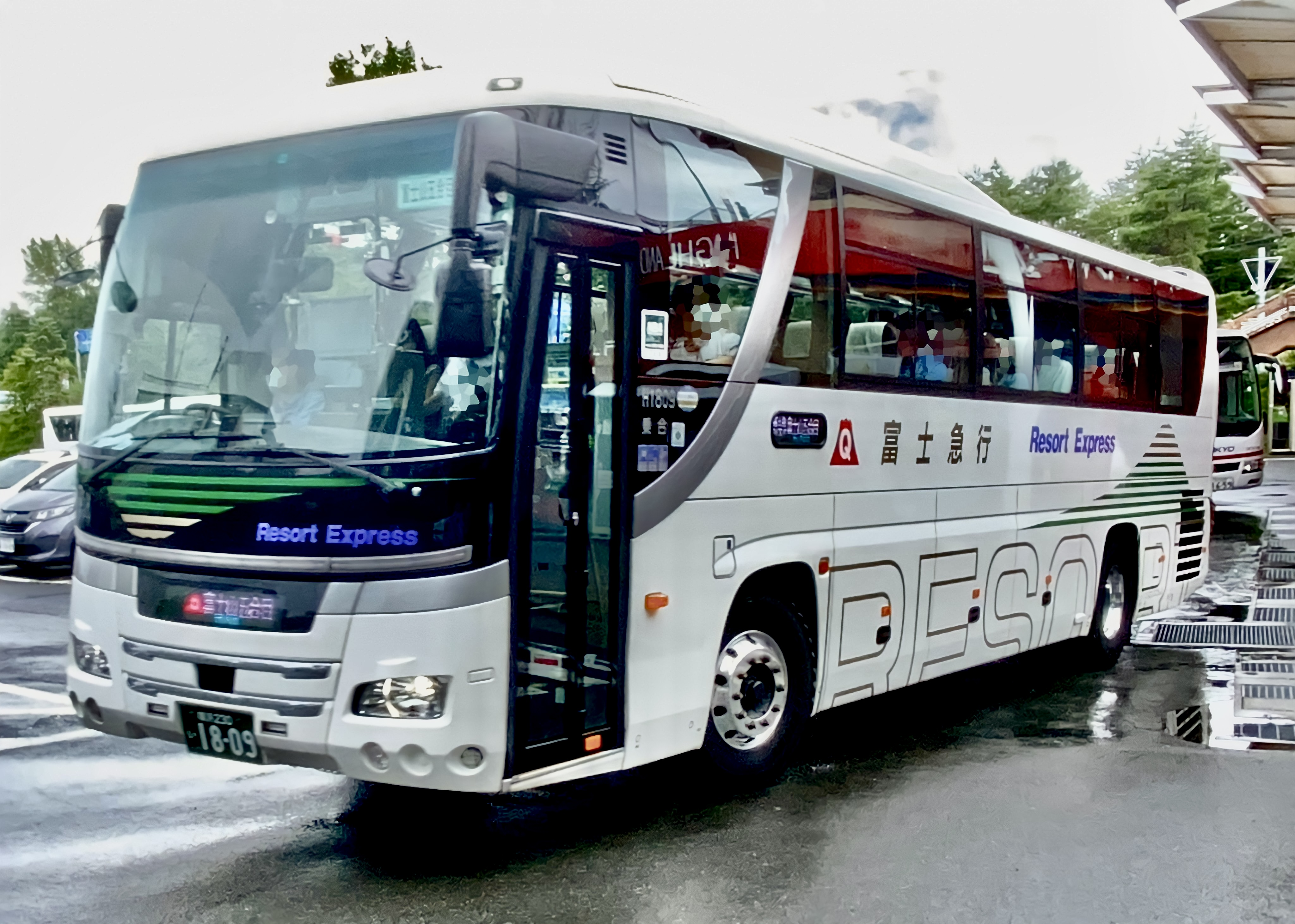
登山シーズンには新宿や横浜から富士山五合目まで直通運転を行う
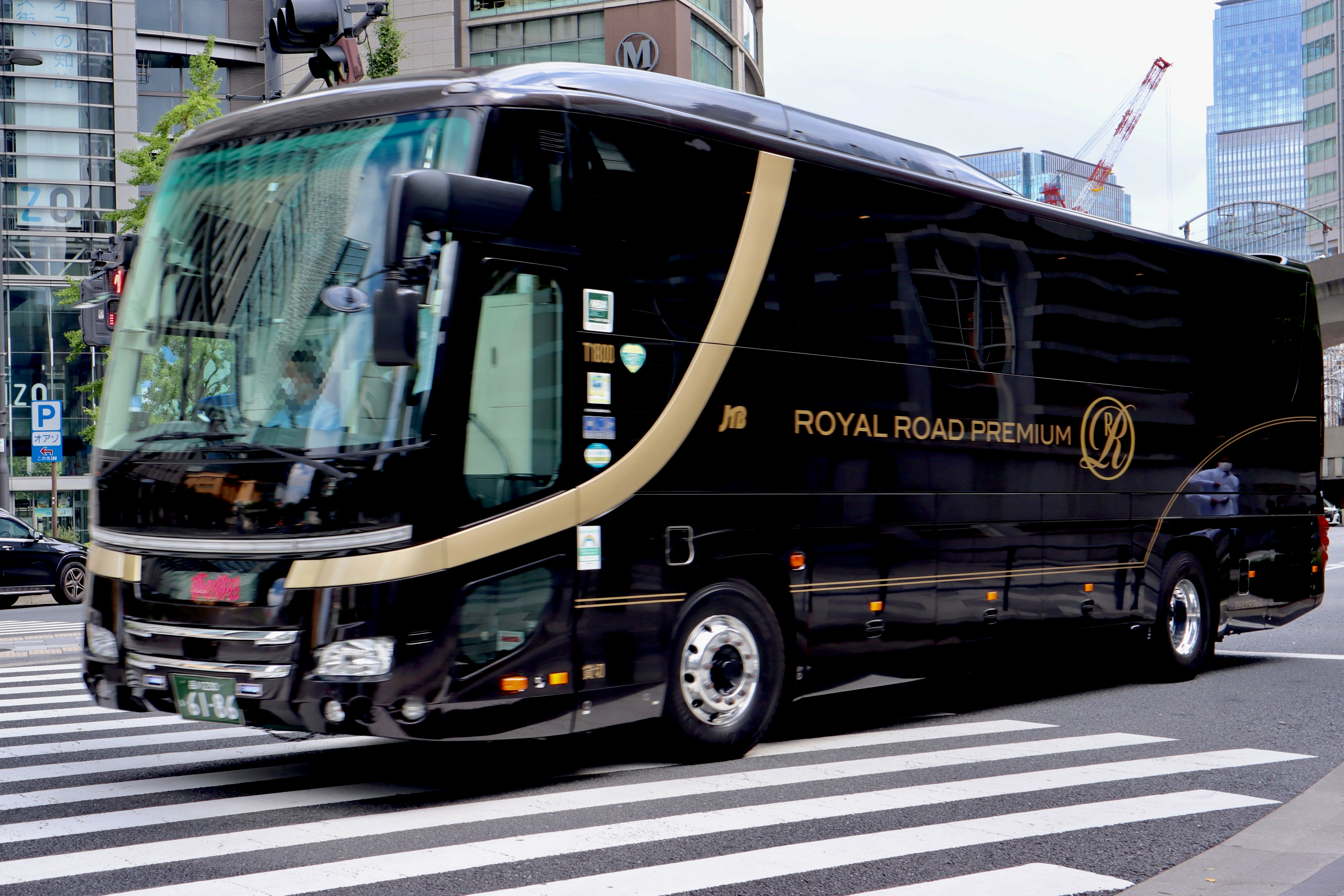
JTBロイヤルロード・プレミアム専用のラグジュアリーバス（T1800号車）

## 富士急行観光
富士急行観光株式会社はかつて存在した富士急グループに属するバス会社である。創業は戦後間も無い1948年と非常に古く、2021年11月30日時点で富士急グループのバス会社として最古参であったが、12月1日にフジエクスプレスに吸収合併され消滅し、創業73年の歴史に幕を閉じた。
なお吸収合併時点で同社所属だったバスについては、2022年現在塗装変更などは行われておらず、バス後方下部の事業者表示のみを「フジエクスプレス」に修正した状態で運行している。

### 沿革
- 1948年（昭和23年）10月25日 - 東京都江東区毛利で貸切バス専業の「平和観光株式会社」として設立。
- 1951年（昭和26年） - 「平和観光自動車株式会社」に社名変更[41]。
- 1960年（昭和35年） - 富士急行が経営を譲受。
- 1961年（昭和36年） - 「富士急行観光株式会社」に社名変更[41]。富士急行100%出資の子会社として富士急グループの観光バス事業者となる[41]。
- 1963年（昭和38年） - 大宮営業所を設置。
- 1993年（平成5年） - 埼玉営業所を岩槻市（現・さいたま市）に移転新設（大宮営業所は廃止）[41]。
- 2007年（平成19年） - 本社を江戸川区本一色移転[41]。
- 2016年（平成28年） - 乗合バス（高速バス）事業開始[41]。富士五湖・富士急ハイランド方面への高速バスを運行する。日本バス協会会員[41]。
- 2021年（令和3年）
  - 10月1日 - 秋葉原-河口湖線の一部を河口湖自然生活館まで延伸[42]。
  - 10月16日 - 津田沼・西船橋・秋葉原から御殿場プレミアム・アウトレット行き運行開始。
  - 12月1日 - フジエクスプレスを存続会社として吸収合併され、会社消滅。

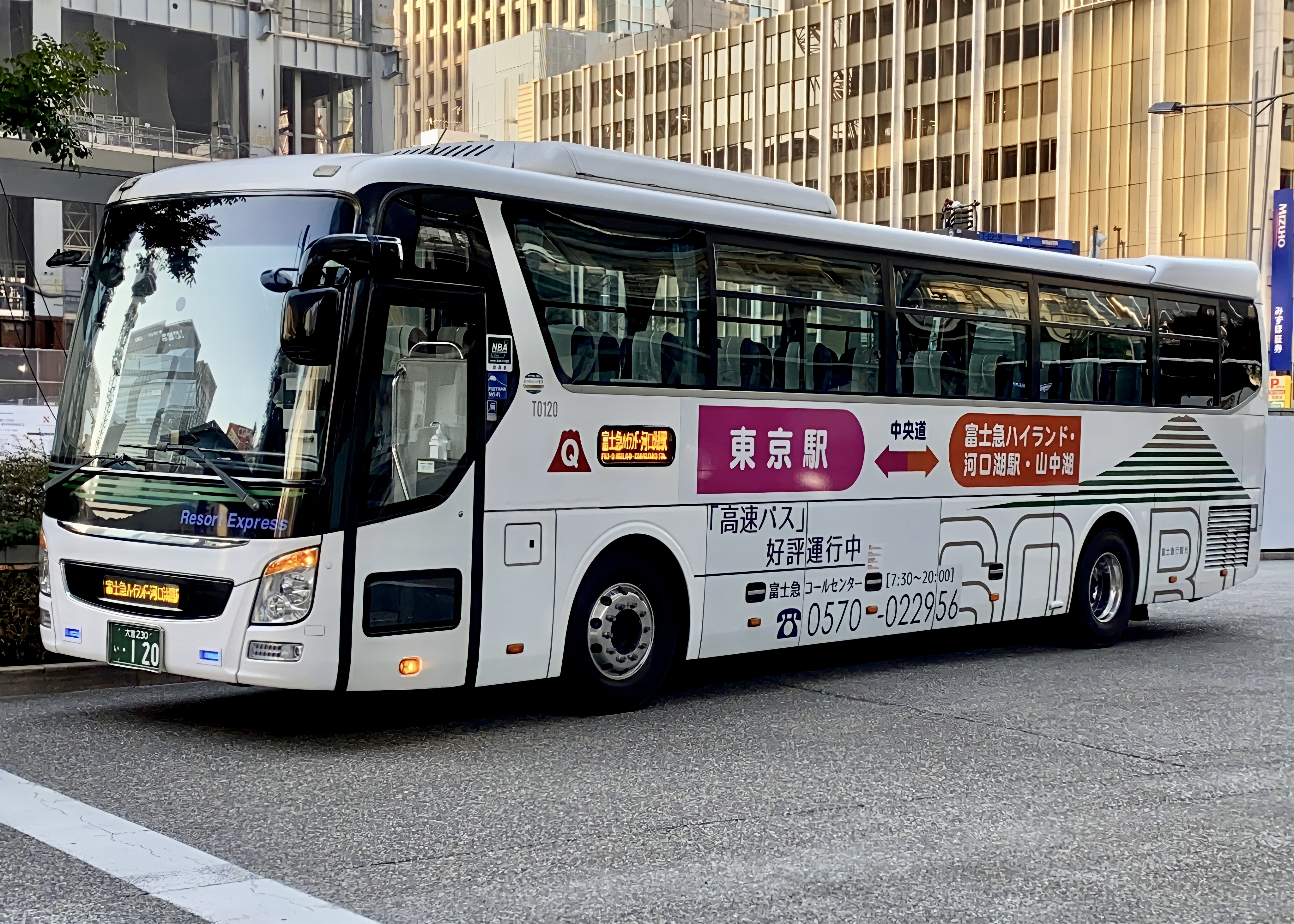
東京・河口湖号のラッピングバス